# Liste des prieurés en Belgique
Cet article présente la liste des prieurés en Belgique. Pour mémoire, un prieuré a une vocation monastique et est placé sous l'autorité d'un prieur. Il est le plus souvent subordonné à une abbaye plus importante. La présente liste, par ordre alphabétique, comprend tous les prieurés de Belgique, passés ou toujours en activité, indépendants comme dépendants d'une abbaye. Elle indique, en outre, pour chaque édifice religieux, sur trois ou quatre lignes, sa localisation, la date et l'origine de sa fondation, son ordre religieux de rattachement et la situation actuelle de l'édifice.
Les situations géographiques des prieurés sont replacées dans les provinces belges actuelles : Bruxelles-Capitale, Province d'Anvers, Brabant flamand, Flandre-Occidentale, Flandre-Orientale, Province de Limbourg, Brabant wallon, Province de Hainaut, Province de Liège, Province de Luxembourg, Province de Namur.
Attention : une lecture attentive s'impose, car :
- le statut de prieuré a pu n'être que transitoire, pour un prieuré ayant été élevé en abbaye, par exemple ;
- le nom de l'édifice religieux peut induire en erreur, un monastère par exemple pouvant recouvrir la réalité d'un prieuré.

- Haut – A
- B
- C
- D
- E
- F
- G
- H
- I
- J
- K
- L
- M
- N
- O
- P
- Q
- R
- S
- T
- U
- V
- W
- X
- Y
- Z

## A
- Abbaye d'Aldeneik (Maaseik, Province de Limbourg)
Dans les années 720, deux sœurs Harlindis et Relindis fondent un ermitage le long de la Meuse, sur un territoire appartenant à leur père. Avec l'appui de Willibrord d'Utrecht, l'abbaye bénédictine est officiellement fondée et les deux sœurs en deviennent successivement première et deuxième abbesses. Détruite par les raids viking au IXe siècle et au Xe siècle, elle deviendra un prieuré de chanoines de saint Augustin en 938. Seule subsiste aujourd'hui l'abbatiale devenue église paroissiale.
- Prieuré d'Amay (Amay, Province de Liège)
Le prieuré est fondé en 1925 et se consacre aux liturgies parallèles, byzantino-slave et latine, la communauté ayant déménagé à Chevetogne en 1939.
- Prieuré d'Anseremme (section Anseremme, Dinant, Province de Namur)
C'est un prieuré dépendant de l'abbaye de Saint-Hubert en Ardenne. Il est établi au XVe siècle, et pendant deux siècles, il sert de résidence d'été aux moines. Aujourd'hui, ses bâtiments ont été restaurés.
- Abbaye d'Aulne (section Gozée, Thuin, Province de Hainaut)
Il s'agit à l'origine d'un prieuré de moines bénédictins du haut Moyen Âge, devenu abbaye de moines cisterciens en 1147. L'abbaye est, en 2015, rénovée ou en ruines, le tout inscrit au Patrimoine majeur de Wallonie.
- Prieuré d'Aywaille (Aywaille, Province de Liège)
Il existait jadis un prieuré.

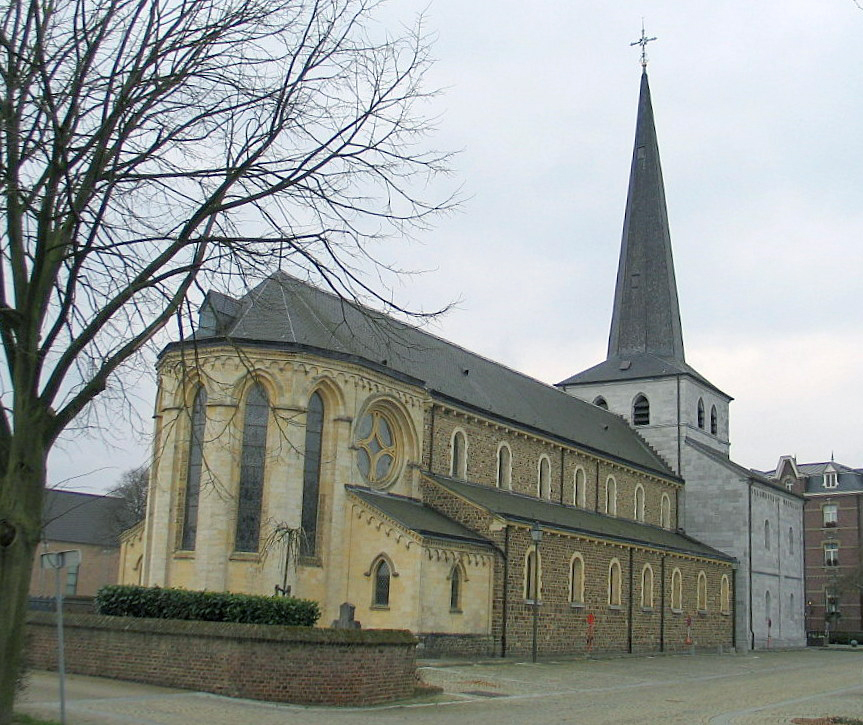
2007 : l'église de l'ancien prieuré d'Aldeneik.

## B
- Prieuré de Saint-Antoine en Barbefosse (section Havré, Mons, Province de Hainaut)
Il existe d'abord une chapelle construite entre 1389 et 1409 par les chevaliers de l'Ordre de Saint-Antoine-en-Barbefosse. Quelques années plus tard, en 1415, les Antonins fondent un prieuré, qui passe à l'ordre jésuite en 1584. Une partie de l'église subsiste aujourd'hui.
- Prieuré de Basse-Wavre (Wavre, Brabant wallon)
Une chapelle est offerte au XIe siècle à l'abbaye d'Affligem par diplôme d'Henri III de Louvain. Elle constitue la base du prieuré rattaché à l'Ordre de Saint-Benoît. À cet endroit est érigé aujourd'hui la basilique Notre-Dame de Basse-Wavre.
- Abbaye de Baudeloo (section Sinaai, Saint-Nicolas puis Gand, Flandre-Orientale)
C'est à l'origine un prieuré bénédictin fondé en 1197 à Sinaai, qui est élevé au rang d'abbaye au début du XIIIe siècle, puis s'affilie à l'ordre cistercien en 1215. Les bâtiments monastiques et une église, édifiés à cet endroit, abritent, en 2015, un établissement d'enseignement et la Bibliothèque municipale.
- Prieuré de Beaufays (ou prieuré de Belle-Fontaine) (section Beaufays, Chaudfontaine, Province de Liège)
Le prieuré est fondé en 1123 et constitue un couvent double jusqu'au milieu du XIIIe siècle. L'église conventuelle des Chanoines réguliers de saint Augustin est devenue paroissiale à la suppression du prieuré à la fin du XVIIIe siècle. Le prieuré est actuellement une propriété privée.
- Prieuré de Bernardfagne (Ferrières, Province de Liège)
C'est d'abord un ermitage hospitalier fondé en Condroz par Adélard de Roanne vers 1155. La transformation en prieuré guillemite date de 1248. Le prieuré est vendu comme bien national le 2 décembre 1797. Il est occupé depuis 1820 par le Petit séminaire Saint-Roch.
- Prieuré de Bertrée (section Bertrée, Hannut, Province de Liège)
C'est un prieuré aujourd'hui disparu.
- Prieuré Notre-Dame de Béthanie
C'est un prieuré occupé par des bénédictines missionnaires.
- Abbaye de Bois-Seigneur-Isaac (section Ophain-Bois-Seigneur-Isaac, Braine-l'Alleud, Brabant wallon)
Il s'agit d'une chapelle devenue lieu de pèlerinage à la suite d'un miracle. Un prieuré augustin est établi, devenu officiellement indépendant en 1416, membre de la congrégation de Windesheim. Le prieuré est rattaché en 1903 à l'Ordre des Prémontrés, érigé en abbaye en 1925. En 1957 du fait de la raréfaction des vocations, l'abbaye est devenue dépendante de l’abbaye d'Averbode. En 2010, l'abbaye est reprise par l'Ordre libanais maronite.
- Abbaye Notre-Dame de Brialmont (section Tilff, Esneux, Province de Liège)
C'est à l'origine un prieuré situé à Sorée dans la province de Namur, fondé en 1934, regroupant cinq moniales. À partir de 1940, elles suivent officiellement les us et coutumes de l'ordre cistercien. En 1961, le prieuré est transféré dans l'ancien château de Brialmont, devenant, après réaménagement, l'abbaye Notre-Dame de Brialmont. Cette abbaye comprend aujourd'hui une vingtaine de moniales.

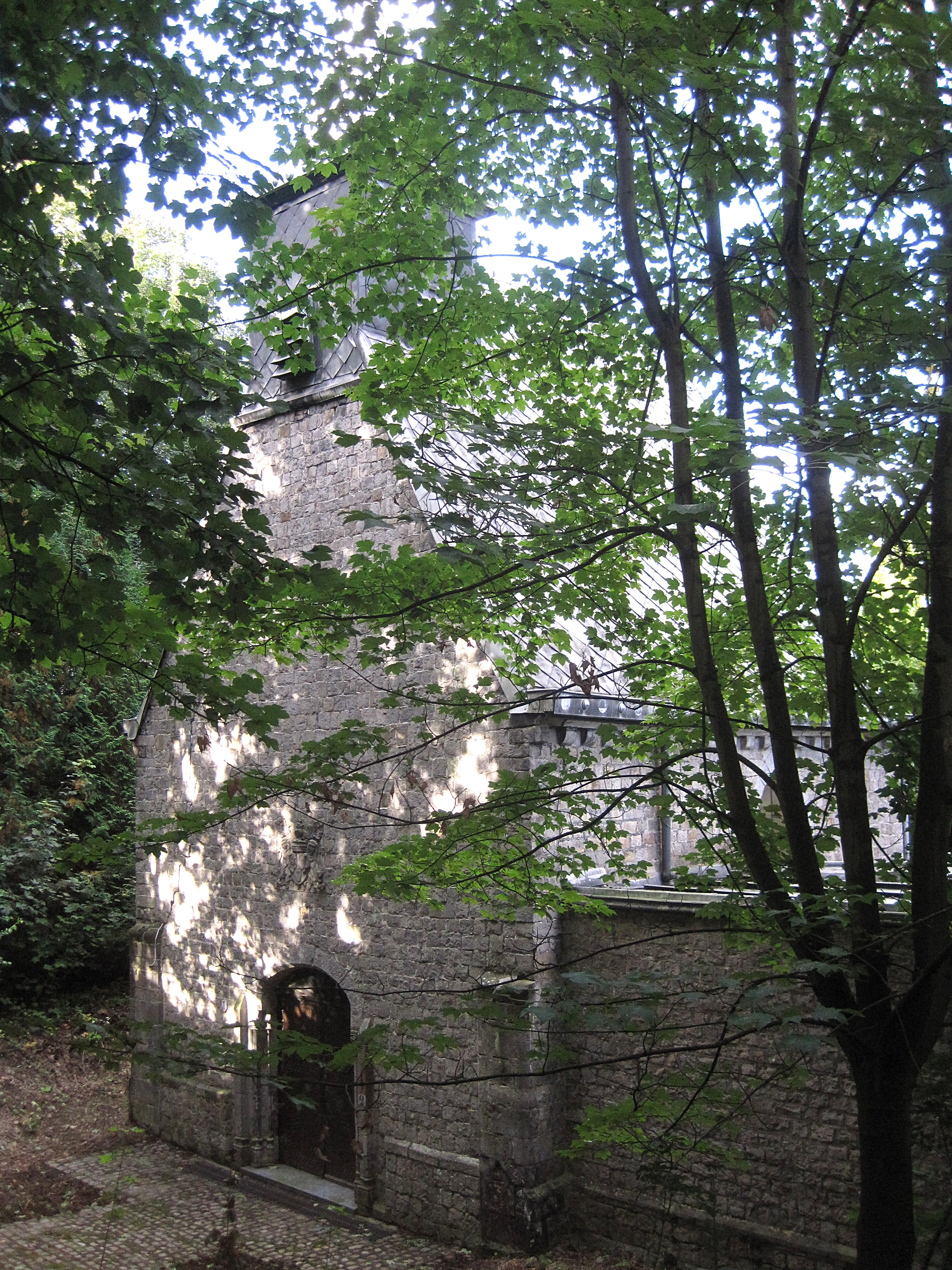
2012 : la chapelle de Saint-Antoine en Barbefosse.
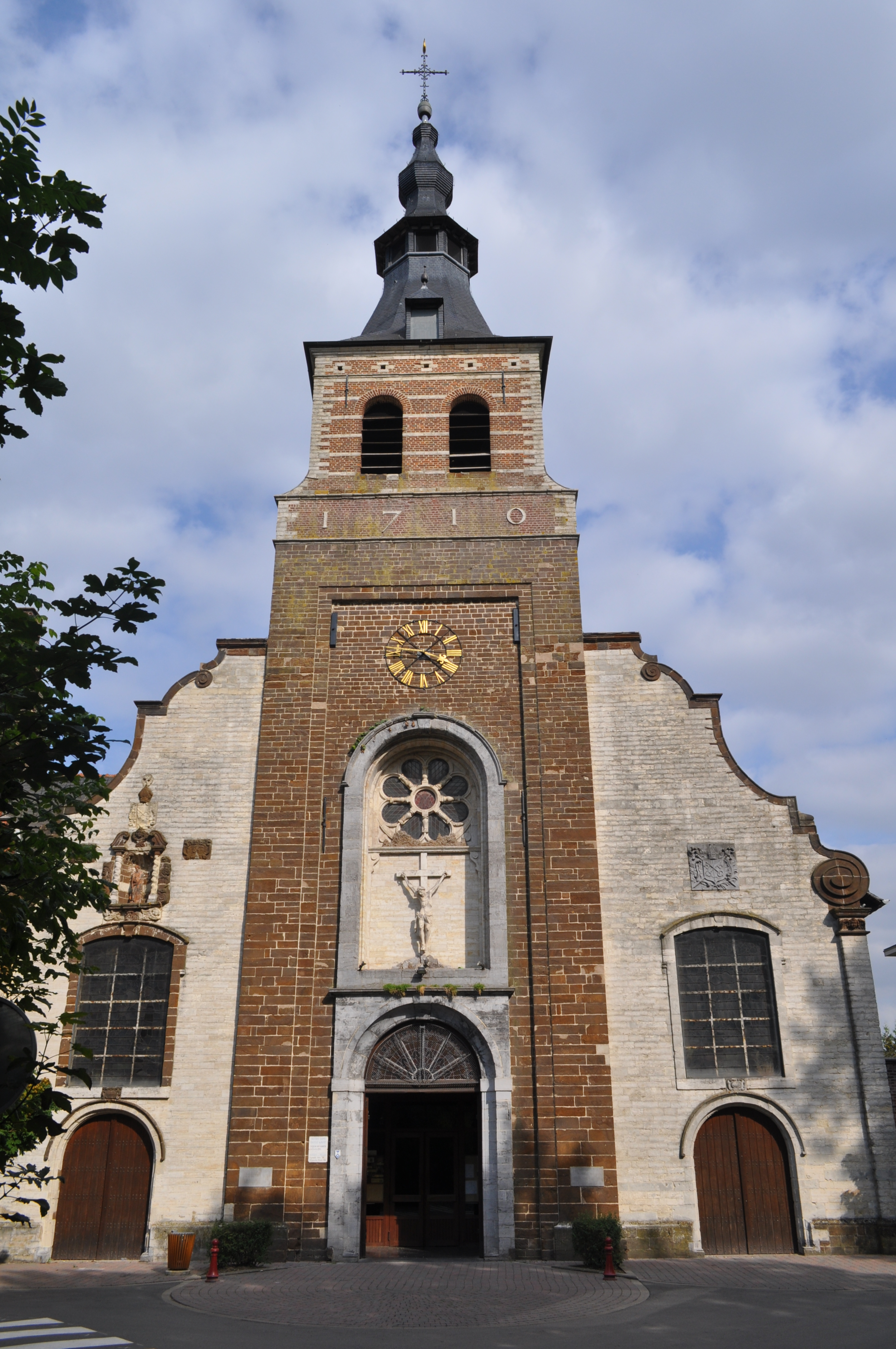
2012 : la basilique Notre-Dame de Basse-Wavre.
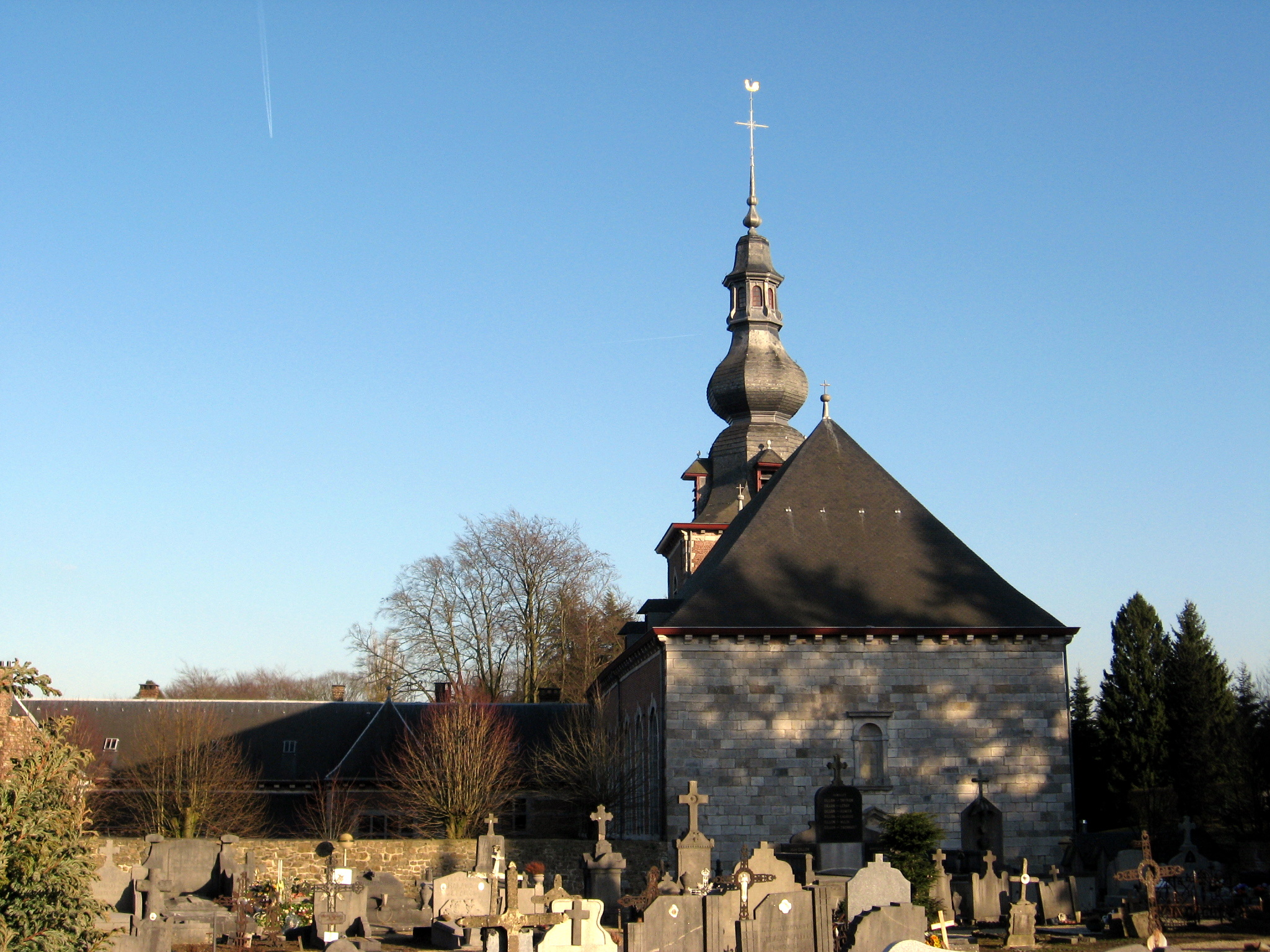
2011 : l'ancienne église conventuelle du prieuré de Beaufays.
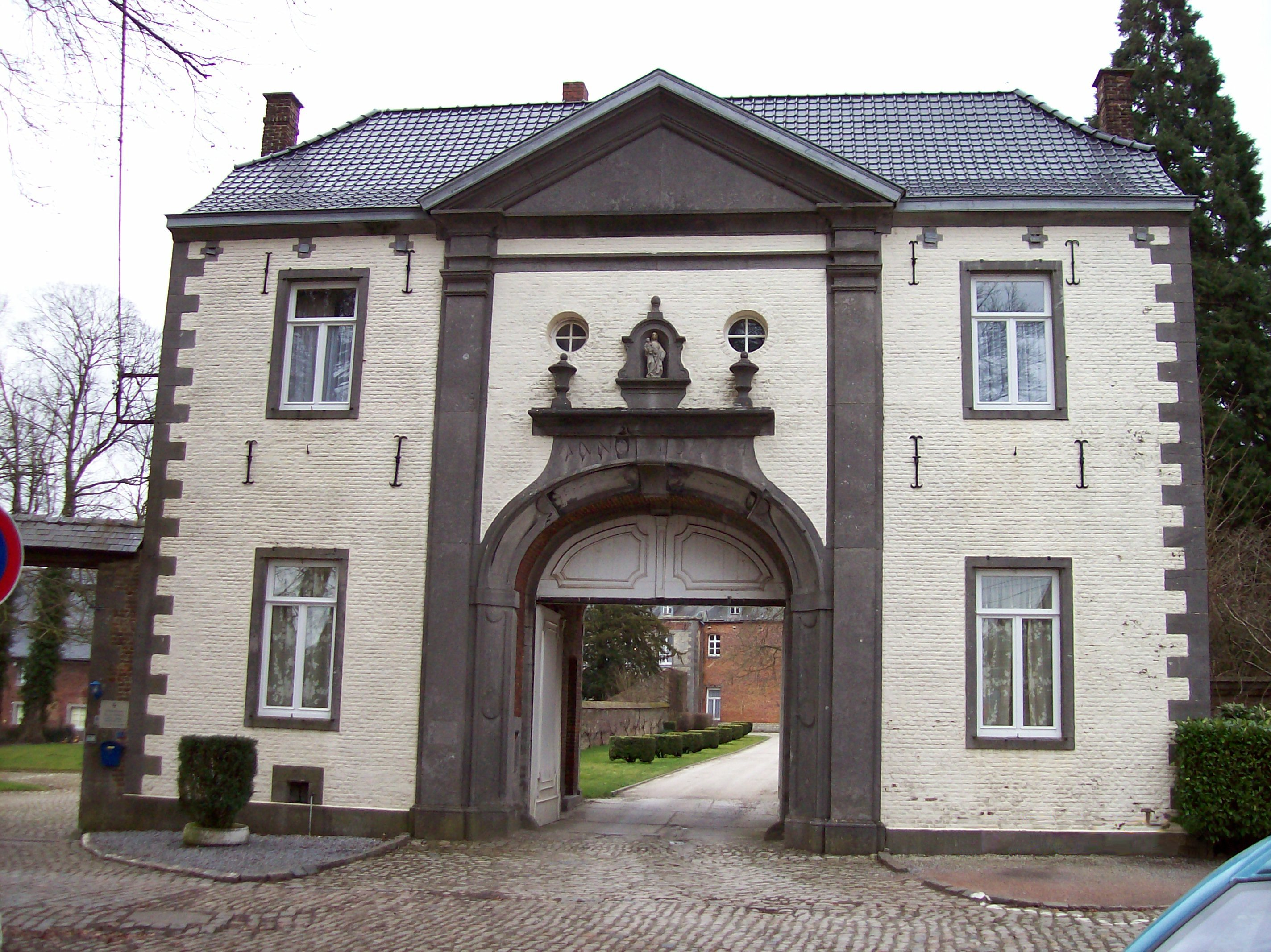
2008 : l'entrée de l'abbaye de Bois-Seigneur-Isaac.
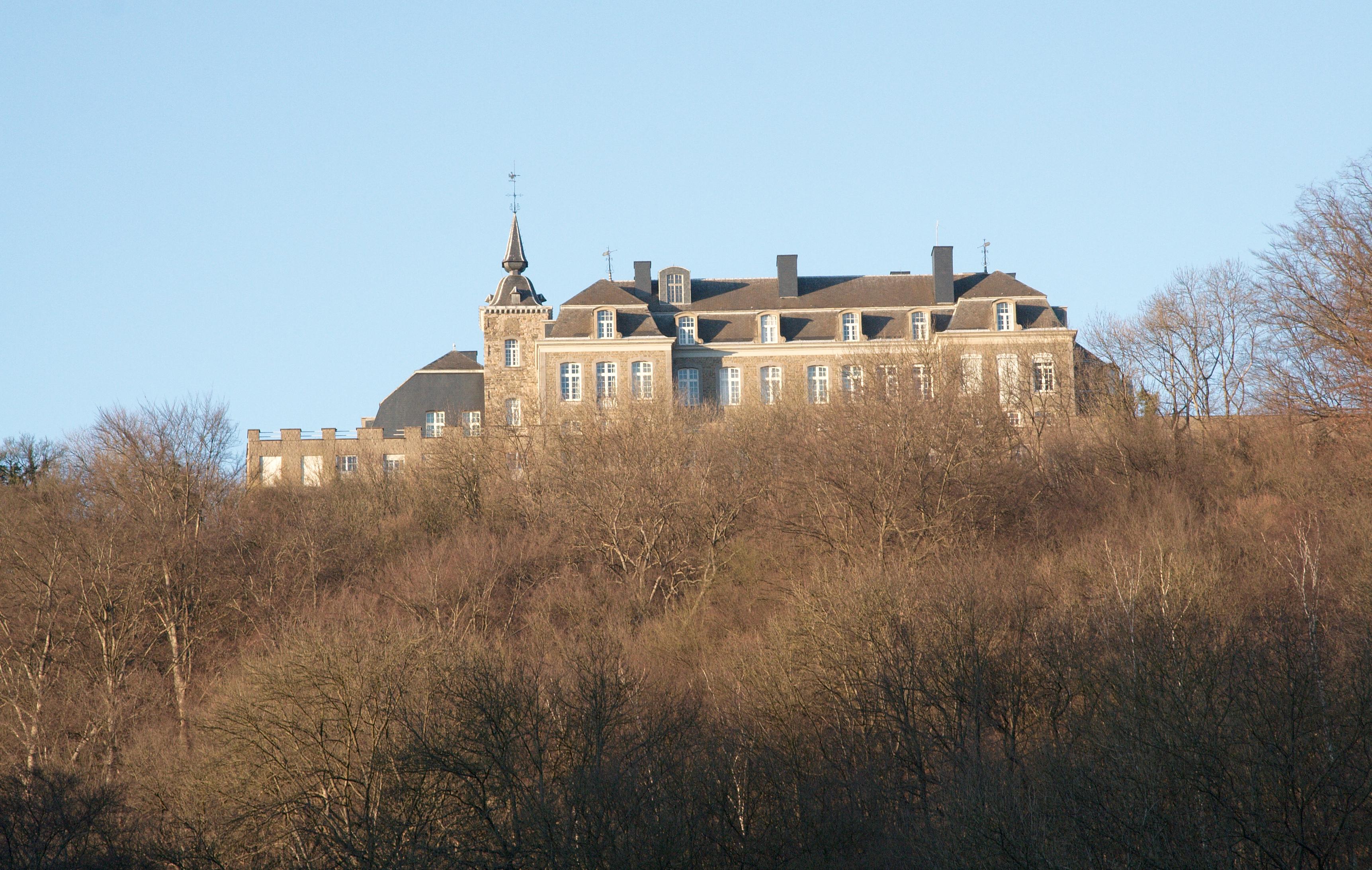
2008 : l'abbaye Notre-Dame de Brialmont.

## C
- Abbaye de la Cambre (Ixelles, Bruxelles-Capitale)
C'était un monastère de moniales cisterciennes nobles, fondé en 1201, supprimé à la révolution française, vendu comme bien national en 1796. Depuis 2013, une partie de l'ancienne abbaye, devenue prieuré, est occupée par des chanoines prémontrés de l'abbaye de Leffe.
- Prieuré de Celle (Pont-à-Celles, Province de Hainaut)
À l'origine c'est un monastère fondé en 670 par saint Amand, administré à partir du XIIIe siècle comme prieuré de Prémontrés dépendant de l'abbaye de Parc. C'est aujourd'hui une église paroissiale.
- Abbaye de Chevetogne (village section Chevetogne, Ciney, Province de Namur) 
L'abbaye est à l'origine un château du XIXe siècle. En 1901, des moines bénédictins chassés de France viennent y trouver refuge. En juin 1939, la communauté fondée par Dom Lambert Beauduin, promoteur de l'œcuménisme au prieuré d'Amay, s'y installe. Ce dernier, au bout d'un exil de 20 ans, réintégrant sa communauté, celle-ci a, paradoxalement, fait figure de pionnier dans l'œcuménisme, le prieuré de Chevetogne devenant une abbaye. Aujourd'hui, l'abbaye héberge une vaste bibliothèque spécialisée dans les domaines de l'Orient chrétien et de l'Œcuménisme.
- Prieuré de Chiny (Chiny, Province de Luxembourg)
Arnoul Ier, comte de Chiny, fonde, en 1097, un prieuré cistercien dédié à sainte Walburge. Ce prieuré a disparu mais on sait qu'il occupait l'emplacement actuel des Maisons Blaise et Barthélémy.
- Monastère Saint-André de Clerlande (Ottignies-Louvain-la-Neuve, Brabant wallon)
En 1966, un premier groupe de moines s’installait dans des locaux provisoires, pour commencer une vie monastique. En 1970, date officielle de fondation du prieuré bénédictin de Clerlande par l’Abbaye Saint-André de Zevenkerken, des bâtiments adaptés à une vie monastique moderne, de conception simple et fonctionnelle, telle que souhaitée par le concile Vatican II sont construits au cœur du bois de Lauzelle. La communauté de Clerlande compte actuellement une vingtaine de moines.
- Prieuré de Conques (Herbeumont, Province de Luxembourg)
En 1173, le domaine de Conques est offert aux moines d’Orval qui viennent de passer à l’ordre cistercien. Pour en développer les ressources agricoles et forestières l’abbé Adam de Longwy y établit une grange cistercienne. La destinée de Conques change lorsque Charles de Bentzeradt, abbé réformateur d’Orval décide d'en faire une maison d'études pour ses moines. La grange est alors érigée en prieuré. En 1963, le prieuré est rénové et transformé en hôtellerie.  Réaménagée et modernisée par la génération suivante, l’Hostellerie du Prieuré de Conques continue, à sa façon, la tradition monastique d’accueil et d’hospitalité.
- Prieuré de Corsendonk (Oud-Turnhout, Province d'Anvers)
Fondé en 1393 par des chanoines augustiniens, le prieuré est rapidement florissant comme centre intellectuel et spirituel. Survivant aux guerres de religion, il dirige une école latine durant la Renaissance. Il est fermé par Joseph II, en 1784, comme couvent inutile, et ses biens sont vendus. Depuis 1975, le bâtiment abrite un centre de conférences avec hôtel.
- Abbaye du Coudenberg (Bruxelles, Bruxelles-Capitale)
C'est d'abord, au début du XIIe siècle une chapelle et un hospice servant d'étape sur les chemins de Compostelle venant du nord et du nord-est. Ces bâtiments jouxtent le Palais du Coudenberg des comtes de Louvain et de Bruxelles. Ils sont cédés en 1162 à l'ordre du Temple, qui en fait un prieuré, les prêtres adoptant en 1313 la règle des chanoines réguliers de saint Augustin. C'est aujourd'hui la Cour constitutionnelle de Belgique et un espace culturel.
- Prieuré de Courrière (section Courrière, Assesse, Province de Namur)
C'était un prieuré dépendant de l'abbaye Notre-Dame de Leffe, situé au-dessus de Lustin et près de Maillen, sur le ruisseau de Tailfer. Aujourd'hui, l'église Saint-Quentin et la ferme-château en sont un témoignage.

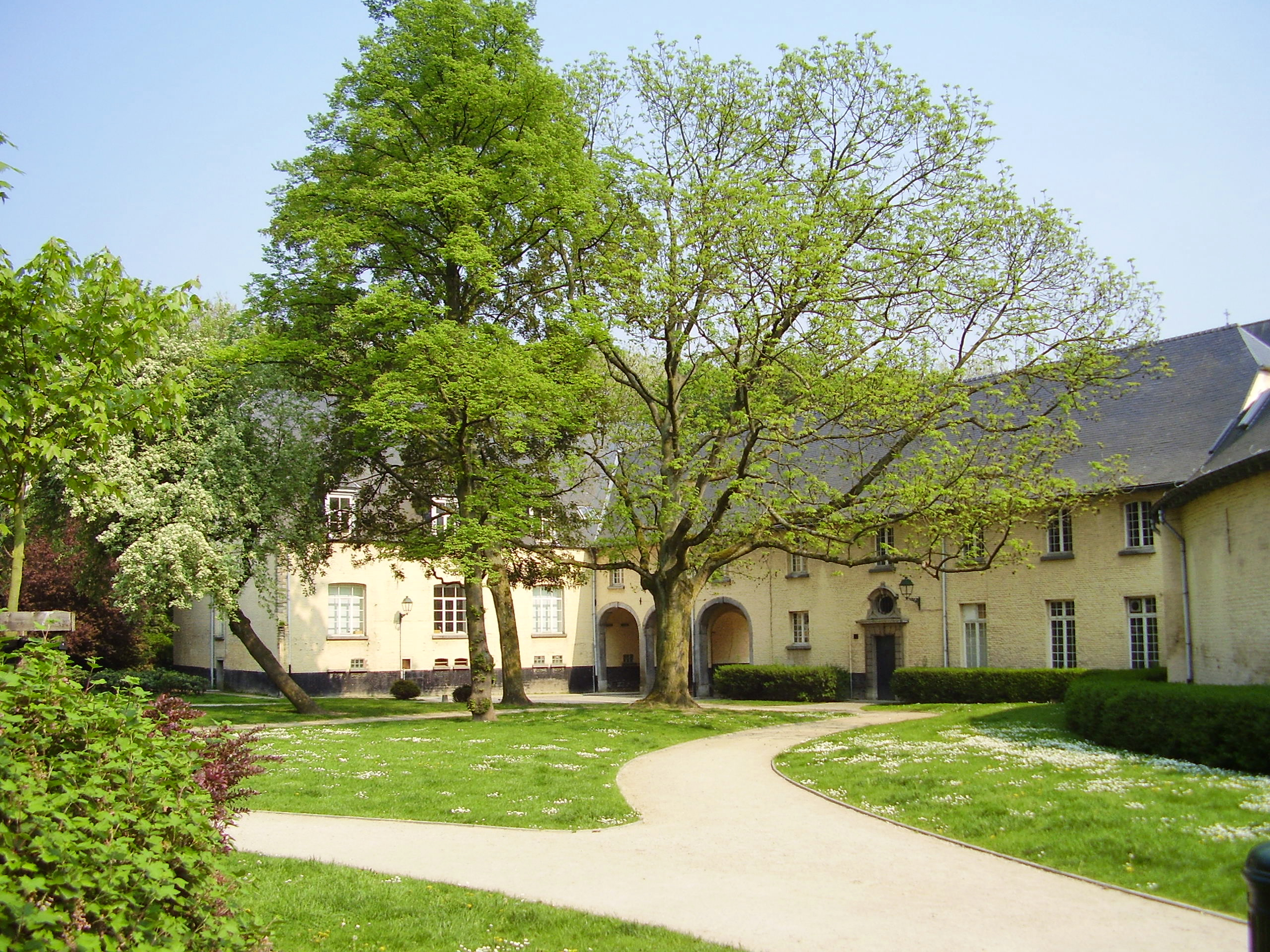
2009 : vue extérieure de l'abbaye de La Cambre.
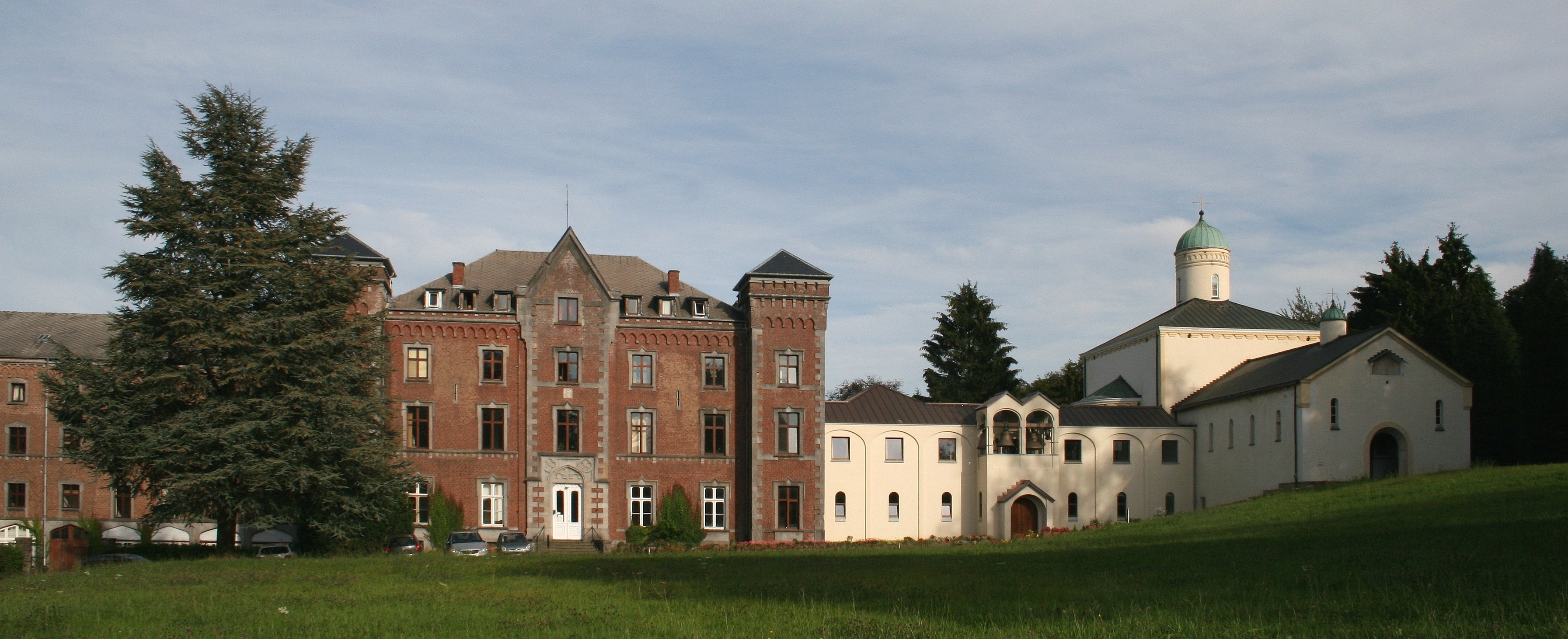
2011 : l'abbaye de Chevetogne.
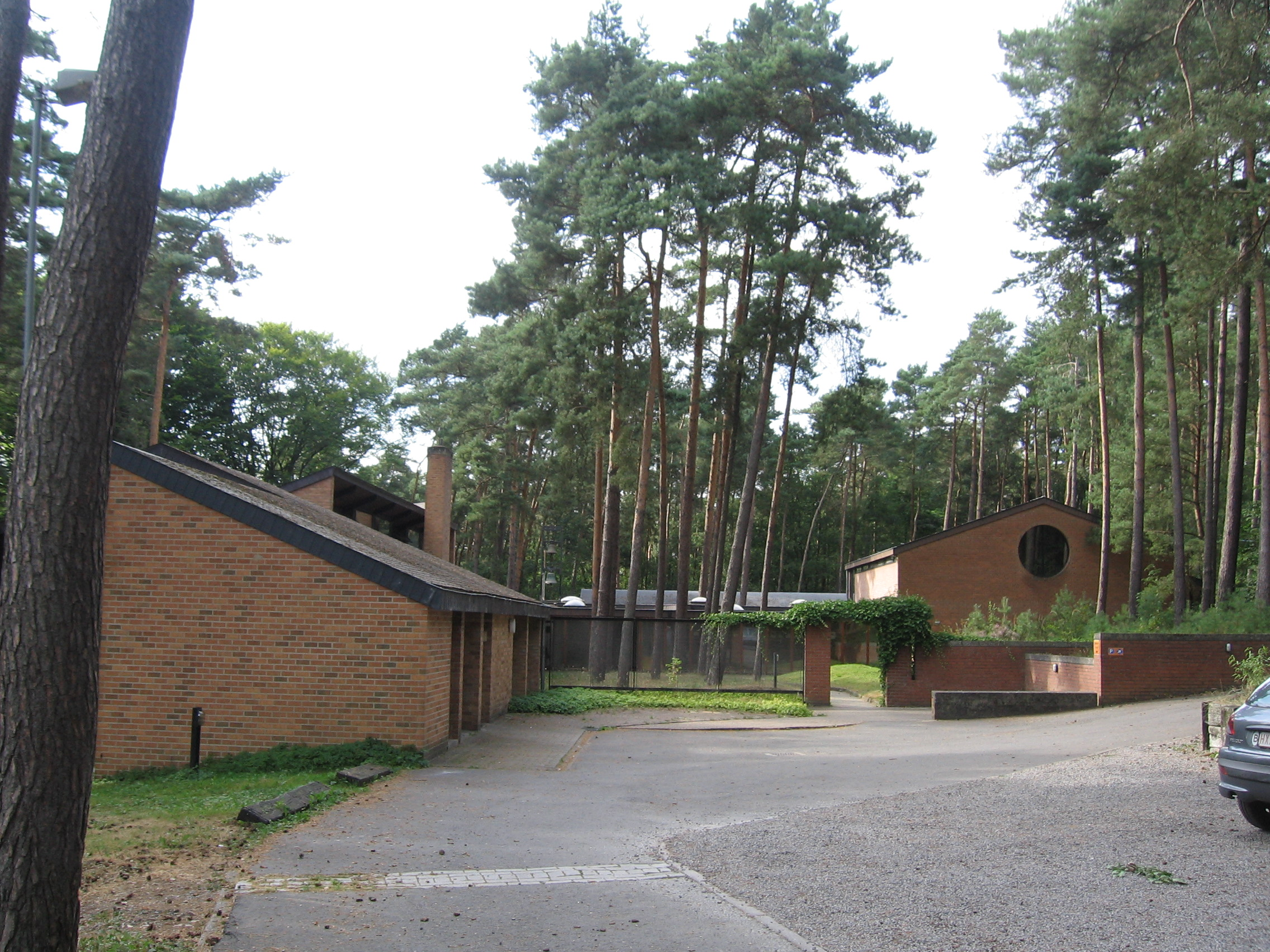
2012 : le prieuré de Clerlande.
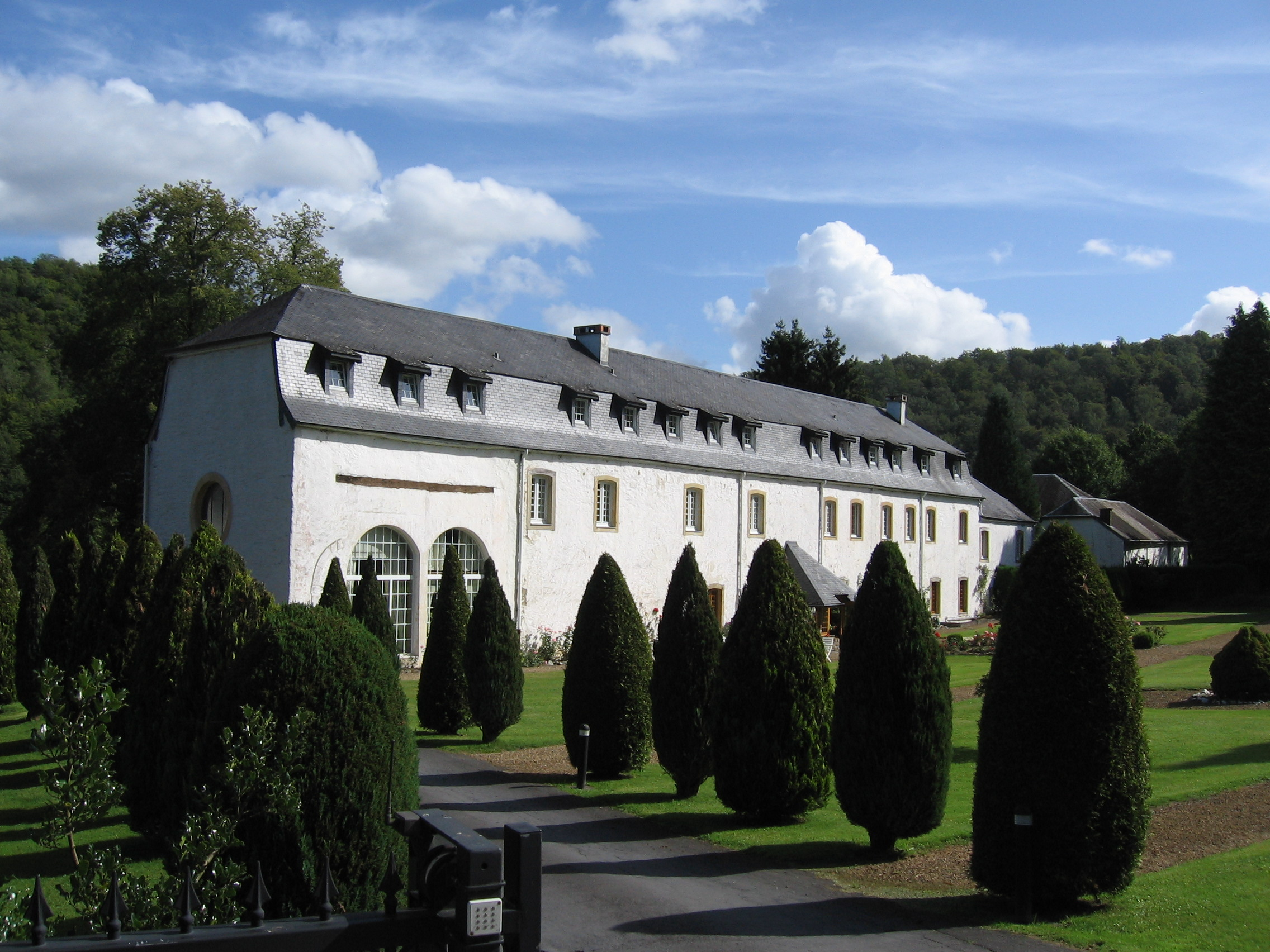
2012 : l'ancien prieuré de Conques.
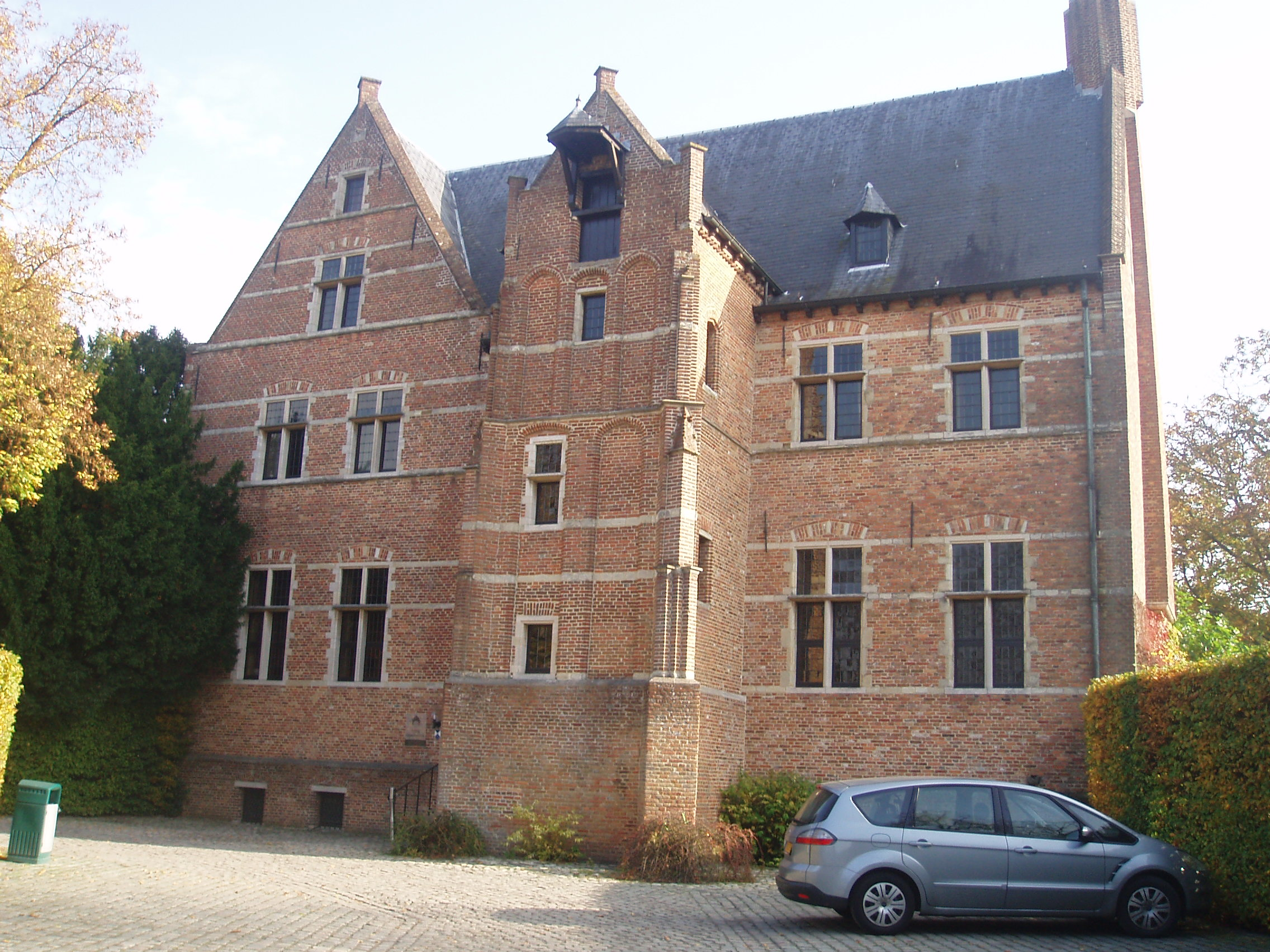
2012 : l'ancien prieuré de Corsendonk.
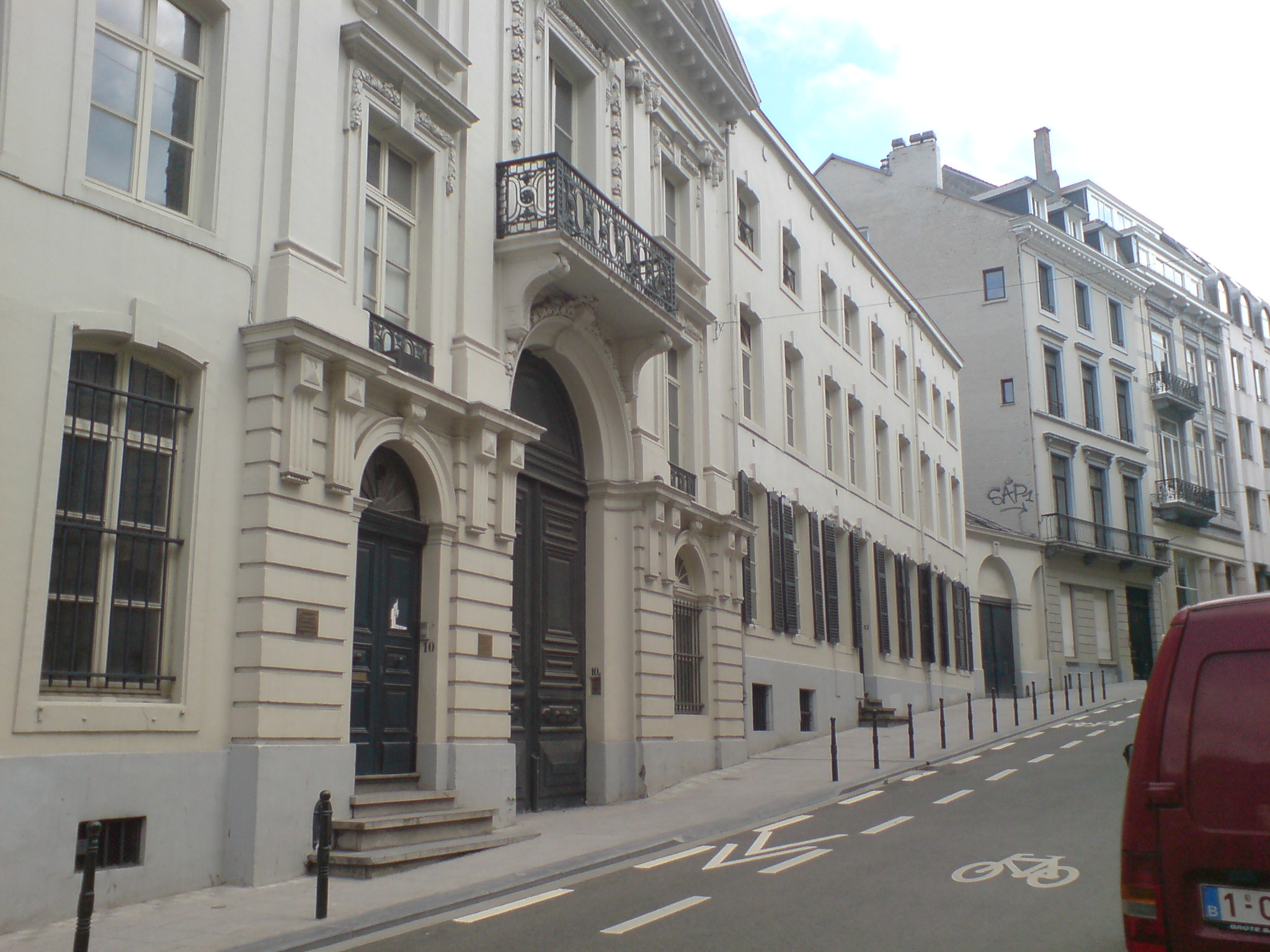
2010 : le portique d'entrée de l'abbaye du Coudenberg.
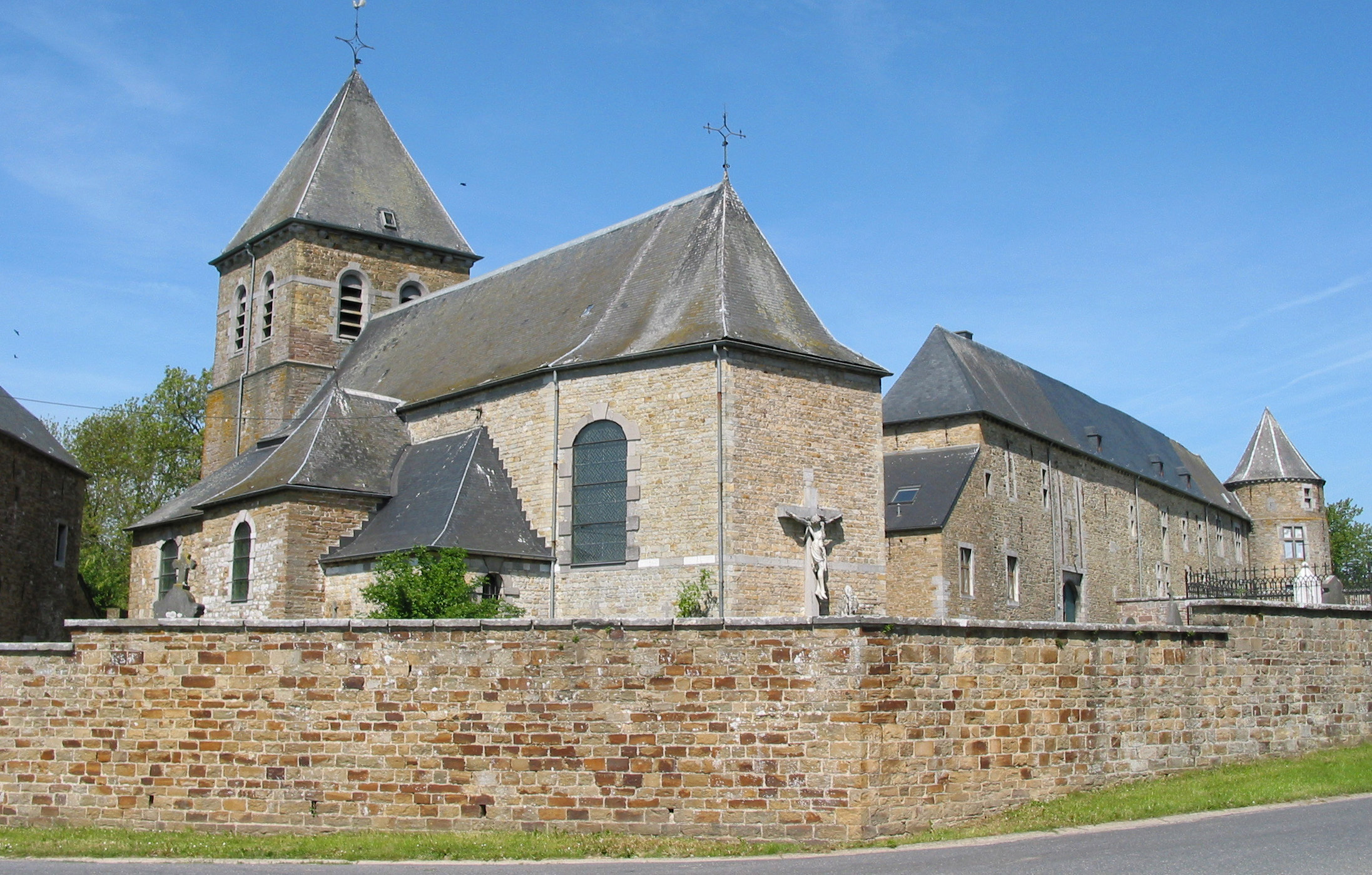
2005 : vestiges de l'ancien prieuré de Courrière.

## E
- Prieuré d'Ermeton-sur-Biert (section Ermeton-sur-Biert, Mettet, Province de Namur)
À l'origine, il s'agit de l'ancien château féodal d'Oultremont (XIVe et pour l'essentiel XVIe siècle) restauré en 1632, 1754 et 1903, ensuite transformé en prieuré en 1936 et racheté par les moniales en 1942. Il est occupé actuellement par des religieuses bénédictines.
- Prieuré de l'Ermite (Braine-l'Alleud, Brabant wallon)
Cet ancien prieuré de religieuses chanoinesses augustiniennes a été fondé à la fin du XIVe siècle, après que Jeanne, duchesse de Brabant, transfert une possession de l'abbaye de Gembloux au profit de dix pauvres femmes vivant saintement à Wauthier-Braine. C'était le plus petit prieuré de la forêt de Soignes. Il ne reste de cet édifice religieux que la chapelle, connue localement comme Chapelle de l'Ermite.

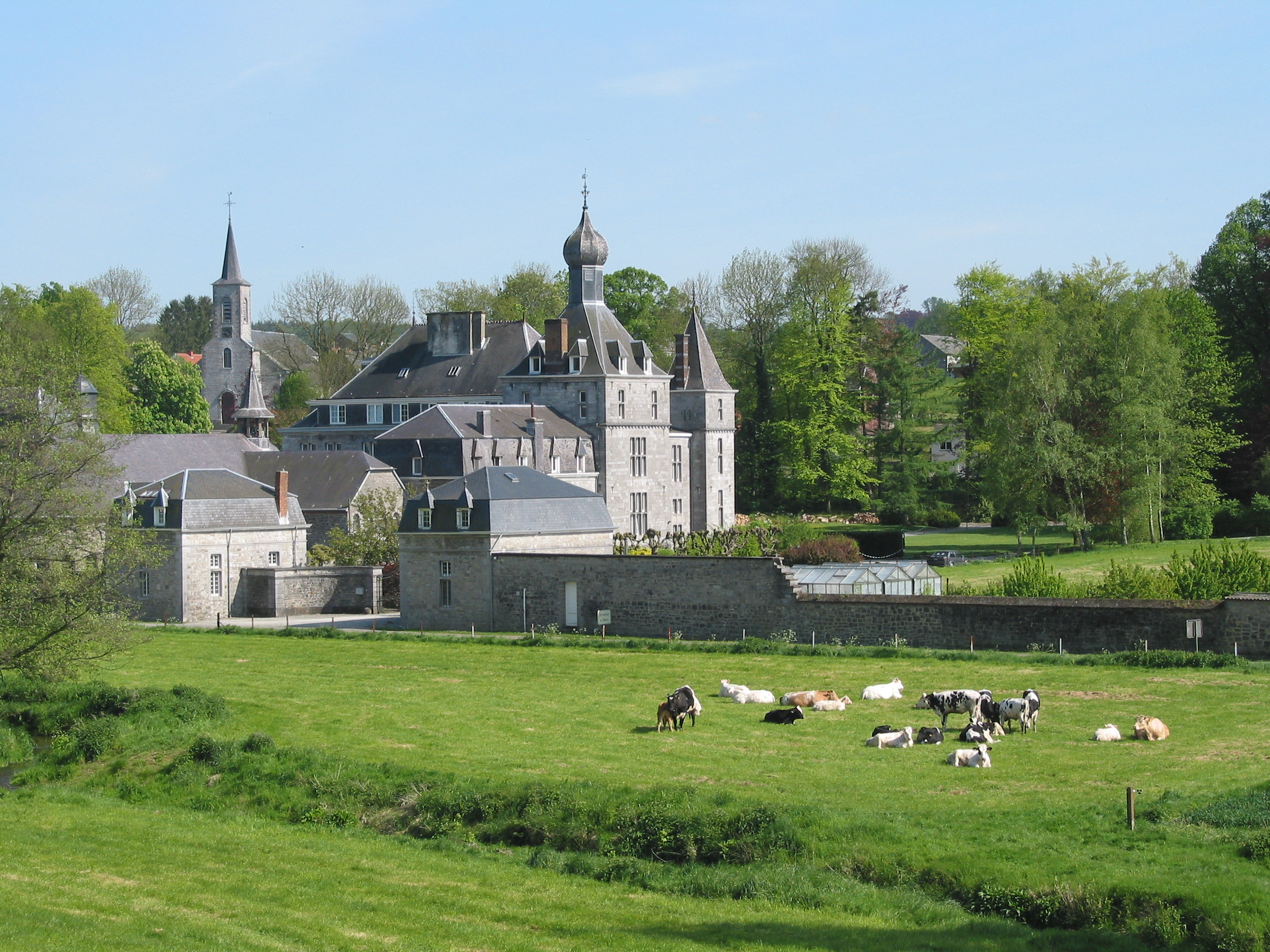
2005 : prieuré bénédictin d'Ermeton-sur-Biert.
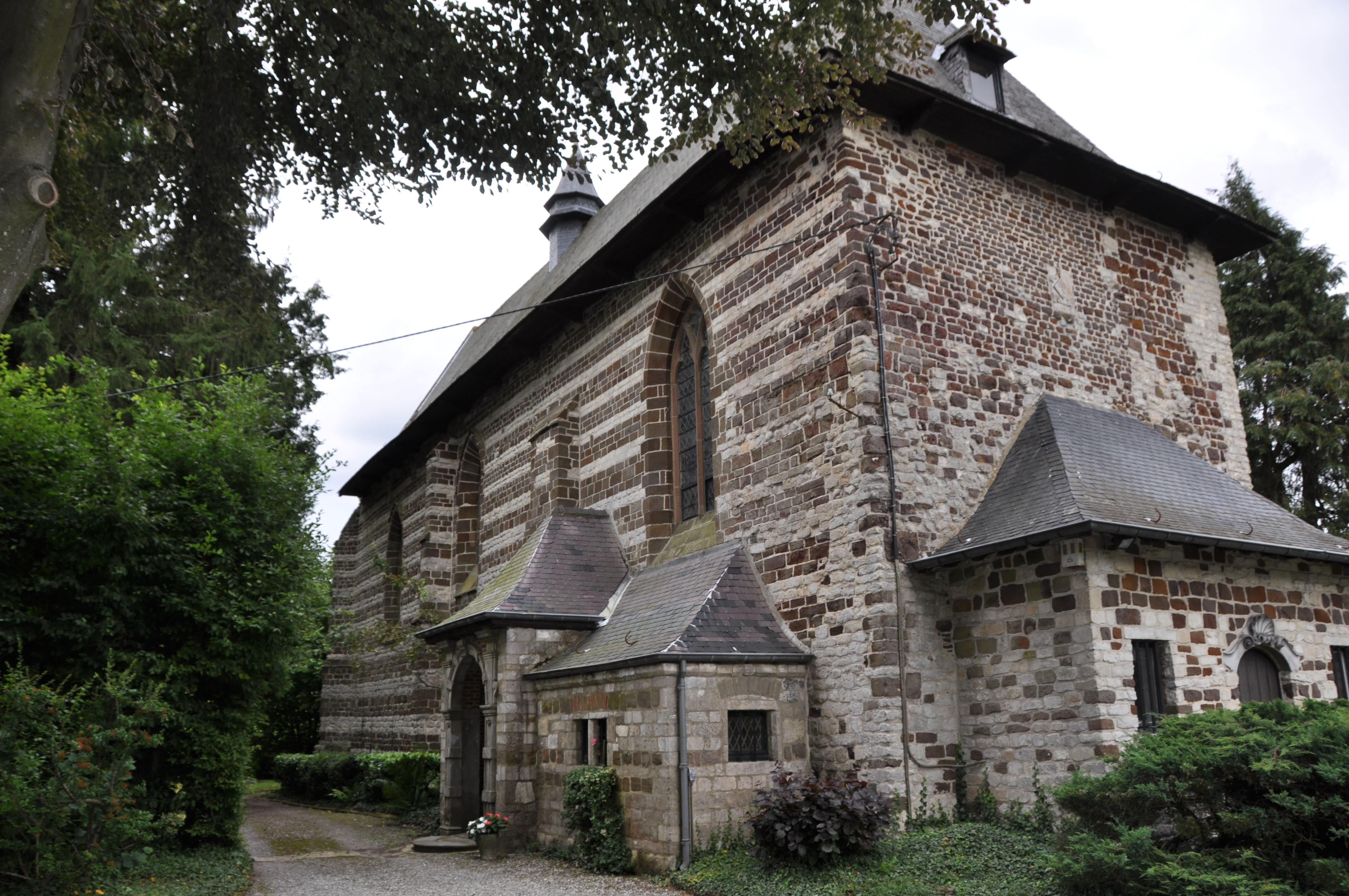
2010 : chapelle de l'Ermite, vestige de l'ancien prieuré.

## F
- Abbaye de Forest, (Forest, Bruxelles-Capitale)
L’ancien prieuré bénédictin devenu abbaye de Forest en 1239, a été fondée en 1106 sur un terrain offert par l’abbé d’Afflighem, pour réunir la communauté des sœurs et des épouses de nobles de la région qui sont partis en croisade. Les bâtiments qui ont survécu forment aujourd’hui un centre culturel pour séminaires, banquets et expositions. L'abbaye et le site sont classés comme monument historique depuis 1994.
- Prieuré de Frasnes-Lez-Gosselies, (section Frasnes-lez-Gosselies, Les Bons Villers, Province de Hainaut)
Cet ancien prieuré bénédictin dépendant de l'abbaye d'Affligem date de 1099. Il n'en subsiste aujourd'hui que l'ancienne église du XIIIe siècle — la chapelle Notre-Dame du Roux — de style roman, restaurée et agrandie aux XVIIe et XIXe siècles, classée au titre des monuments historiques depuis le 8 avril 1942.

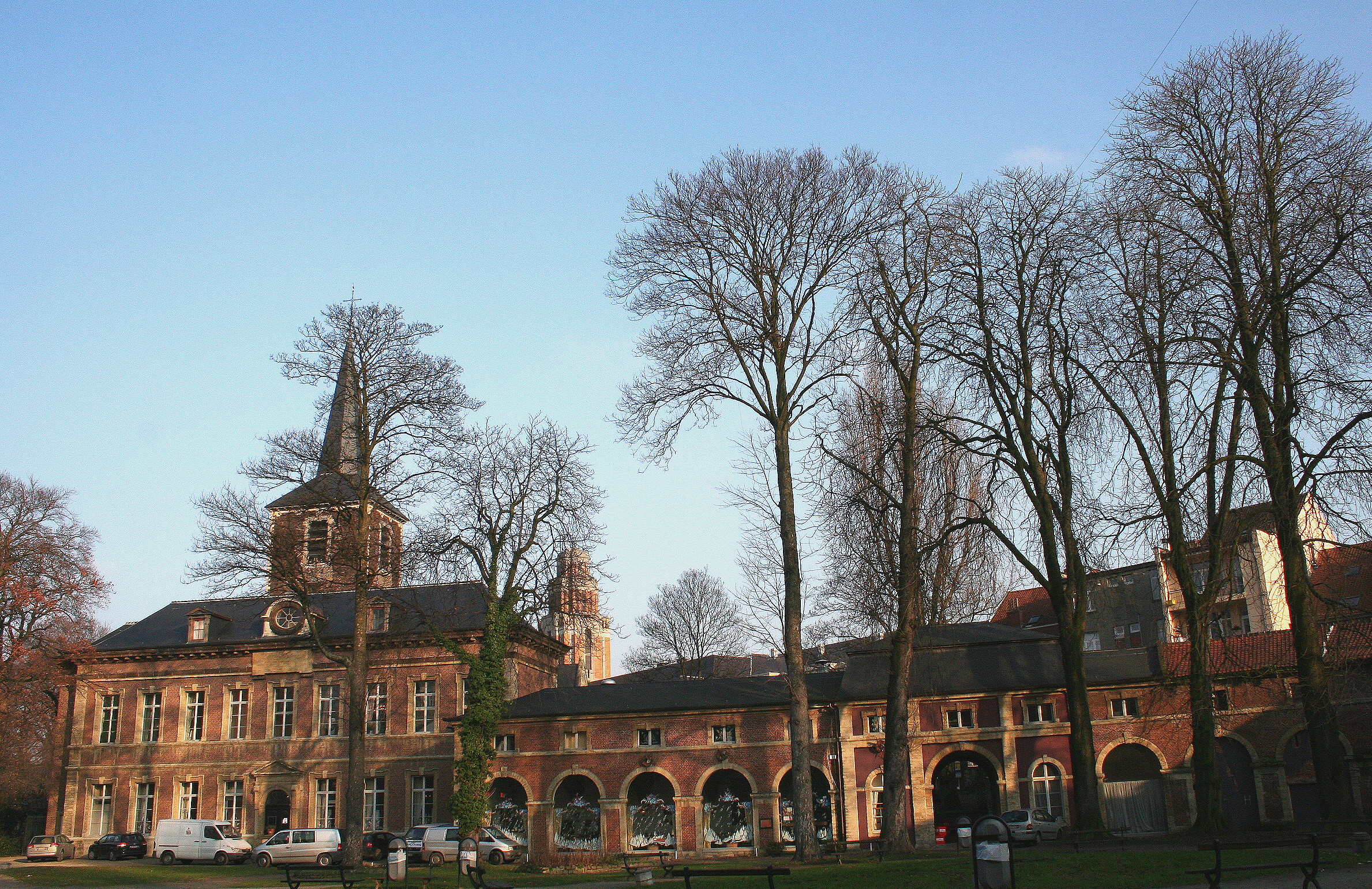
2006 : le « bâtiment des hôtes » de l'ancien prieuré de Forest devenu abbaye.
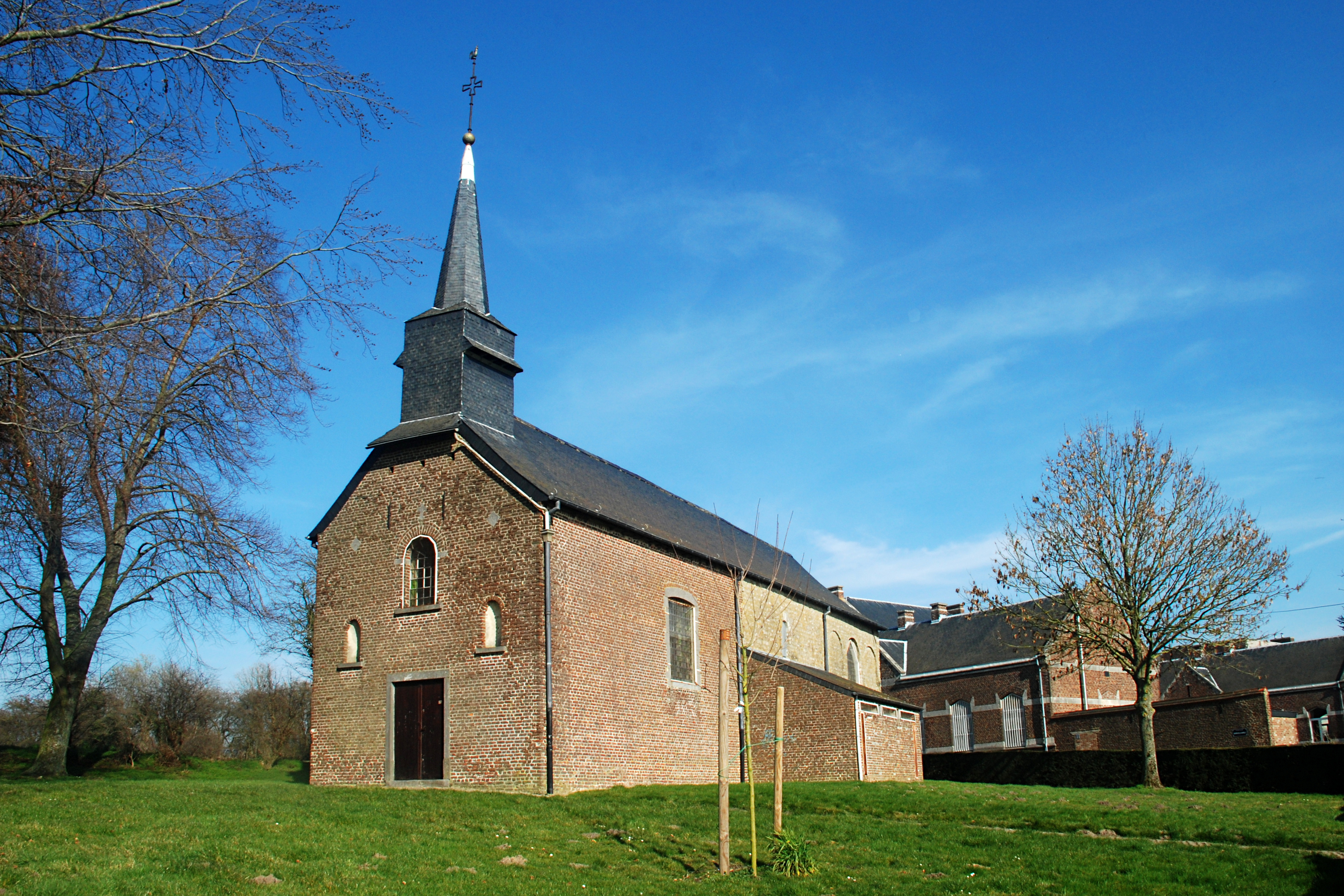
2014 : vestige de l'ancien prieuré de Frasnes-Lez-Gosselies.

## G
- Prieuré de Gempe (hameau de Gempe, Tielt-Winge, Brabant flamand)
L'ancien prieuré de Gempe est fondé en 1219 par le chevalier Renier d’Udekem, qui transforme son château de Pellenberg pour y héberger ses huit filles. En 1487, le prieuré norbertin est placé sous l'autorité du prélat de l'abbaye de Parc. Le prieuré n'a pas survécu à la Révolution française. Il est détruit, ses biens étant confisqués et vendus. Il ne subsiste aujourd’hui que la ferme, le mur d’enceinte et deux portes d’entrée.
- Abbaye de Géronsart (section Jambes, Namur, Province de Namur)
La fondation du prieuré remonte à 1128. Un groupe de chanoines augustins de l'abbaye de Flône s'installent à l'endroit assigné par Albéron 1er, évêque de Liège. Le pape Paul V élève le prieuré au rang d'abbaye en 1617. L'affiliation de Géronsart à la congrégation de Sainte-Geneviève permet un renouveau monastique. À la Révolution française, l'abbaye est supprimée et ses biens mis en vente en 1797. Aujourd'hui le palais abbatial est connu comme château de Géronsart, et la ferme est réaménagée en appartements par la ville de Namur.
- Abbaye Sainte-Godelieve de Gistel (Gistel, Flandre-Occidentale)
Selon la légende, un château aurait été témoin, en 1070, du meurtre de Godelieve perpétré par le seigneur Bertulphe, son mari, qui lui reprochait d'être chrétienne. À l'origine donc, un monastère bénédictin aurait été établi dans ce château. Du monastère d'origine, fondé par la fille de Godelieve au XIe siècle, est né un prieuré en 1891, élevé au rang d'abbaye en 1934. L'abbaye actuelle abrite des religieuses et des religieux qui évoluent au sein de la congrégation Mère de la Paix. Cette communauté fut fondée en 1992. Leur habit est bleu marial.
- Prieuré de Godinne (section Godinne, Yvoir, Province de Namur)
En bordure de Meuse, on peut voir les bâtiments du prieuré fondé au XVe siècle, bâtiments reconstruits au XVIIe siècle.
- Abbaye Sainte-Wivine de Grand-Bigard (section Grand-Bigard, Dilbeek, Brabant flamand)
Vers 1126, Wivine d'Oisy et un groupe de femmes s'installent dans la forêt à l'ouest de Bruxelles, à proximité d'une source. Comme le nombre de disciples augmente, Godefroid de Brabant leur offre un terrain en 1133, pour y construire un prieuré. La règle de saint Benoît y est adoptée et le prieuré est placé sous la protection de l'abbaye d'Affligem. Entre 1797 et 1802, les bâtiments sont démolis, à l'exception du portail, la maison du prêtre, l'infirmerie et la ferme. Les vestiges sont actuellement partiellement occupés par une agence de publicité.
- Abbaye de Grandpré (section Faulx-les-Tombes, Gesves, Province de Namur)
Au XIIe siècle, il y a une grange érigée sur des terres appartenant à l’abbaye de Villers-la-Ville. Grâce à une dotation du marquis Philippe II de Courtenay-Namur, des moines de Villers s’y installent en permanence. On considère 1231 comme la date de fondation du prieuré de Grandpré, qui acquiert son autonomie et devint abbaye plus tard. De l’ancienne abbaye cistercienne, il ne subsiste que le portail d’entrée, les bâtiments de la ferme et le moulin, que la rivière Samson, faisait tourner autrefois.
- Prieuré de Groenendael (lieu-dit de Groenendael, Hoeilaart, Brabant flamand)
Un simple ermitage de la Forêt de Soignes reçoit trois chanoines de la collégiale de Bruxelles en 1343. Une communauté de vie basée sur la règle de saint Augustin est alors fondée, un monastère de chanoines augustins construit. Cet édifice religieux est réduit au rang de prieuré au XVe siècle. Il est supprimé en tant que couvent inutile en 1784 par décret de l'empereur Joseph II, et démoli peu après. Plusieurs bâtiments subsistent aujourd'hui.

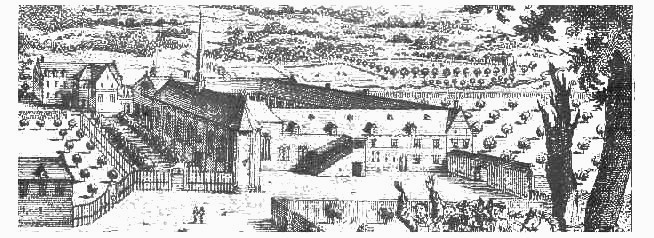
1704 : l'ancien prieuré de Gempe.
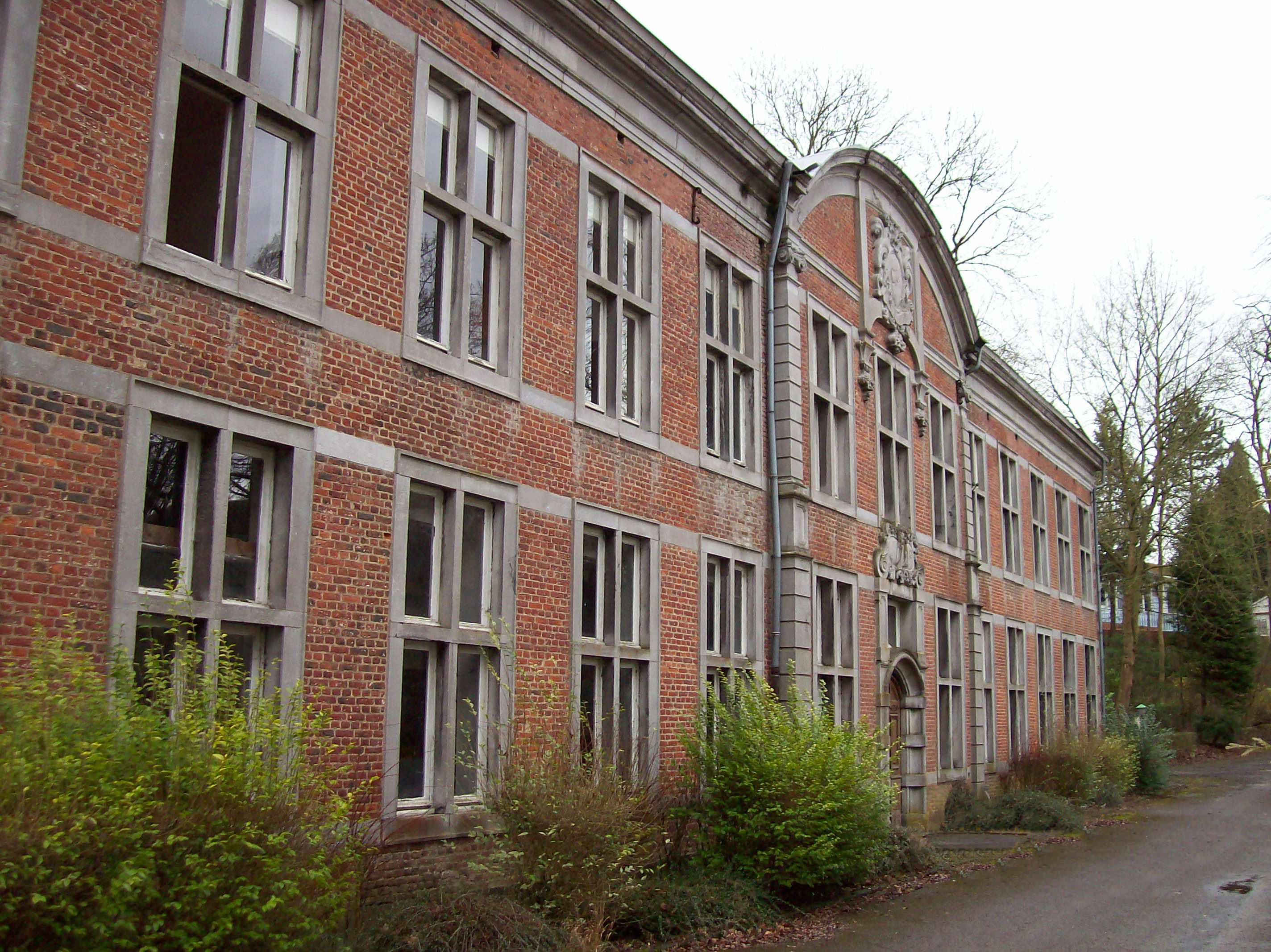
2008 : l'ancien palais abbatial de Géronsart.
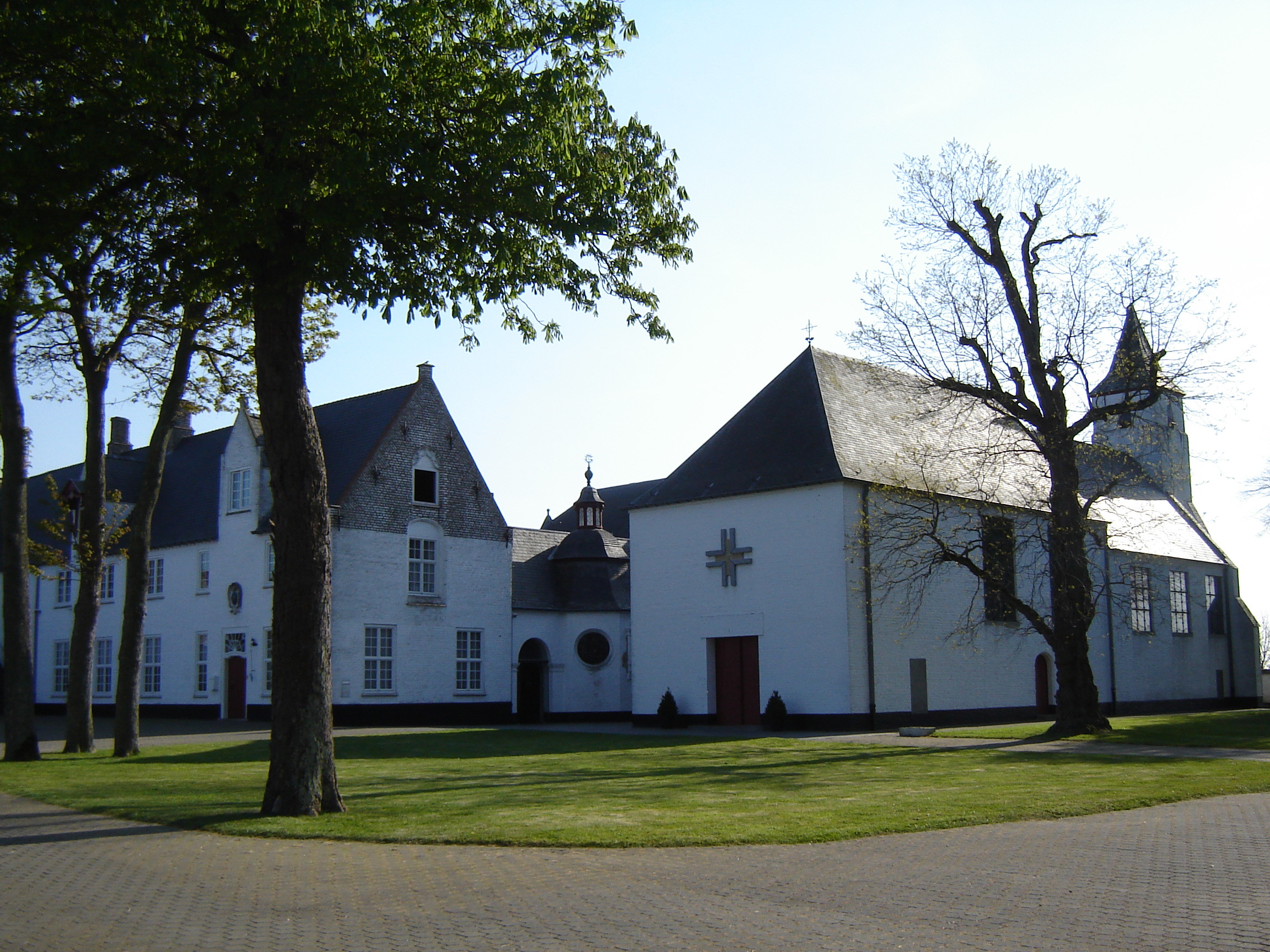
2007 : l'abbaye Sainte-Godelieve de Gistel.
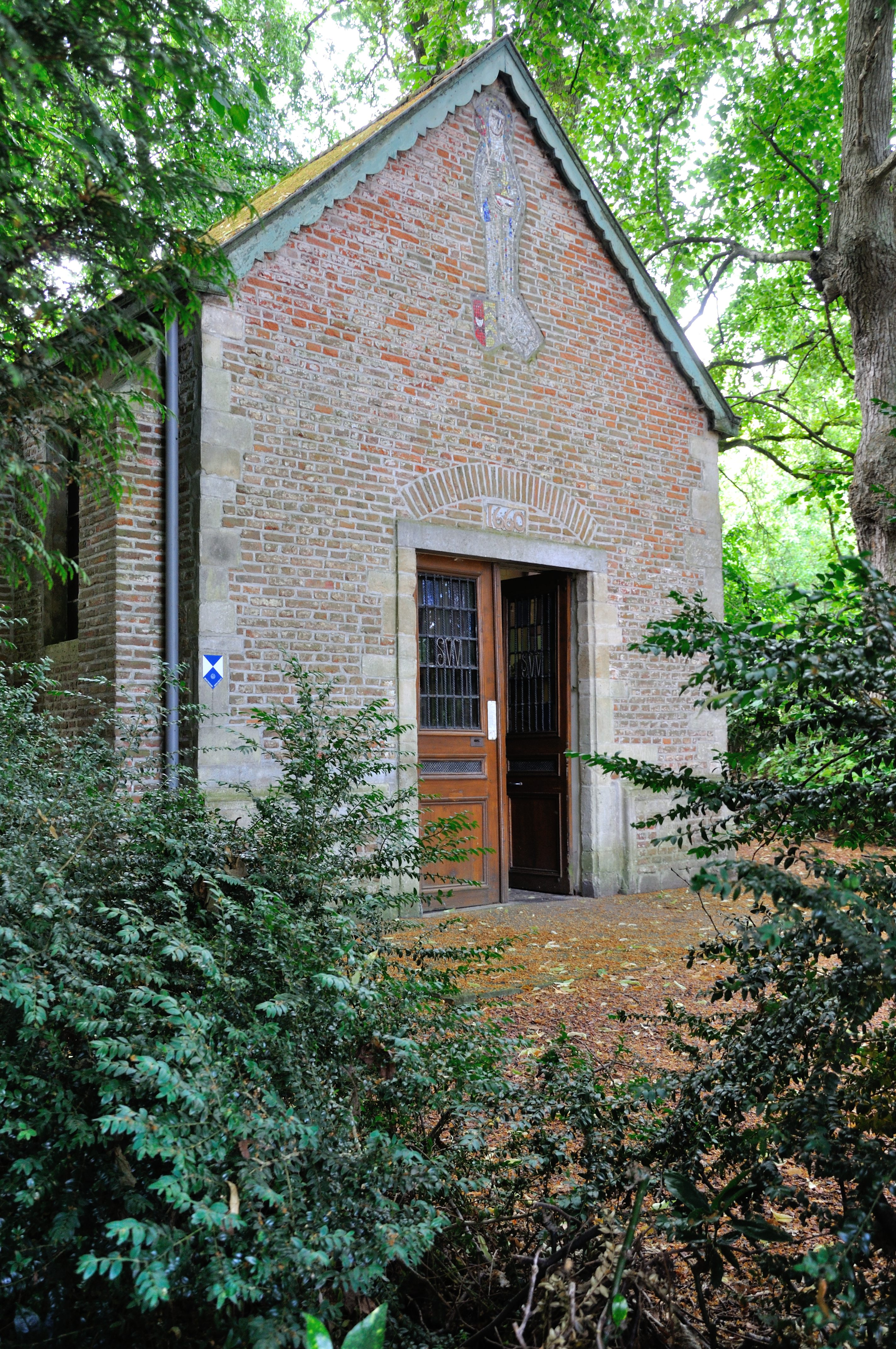
2009 : la chapelle Wivine de l'ancienne abbaye Sainte-Wivine.
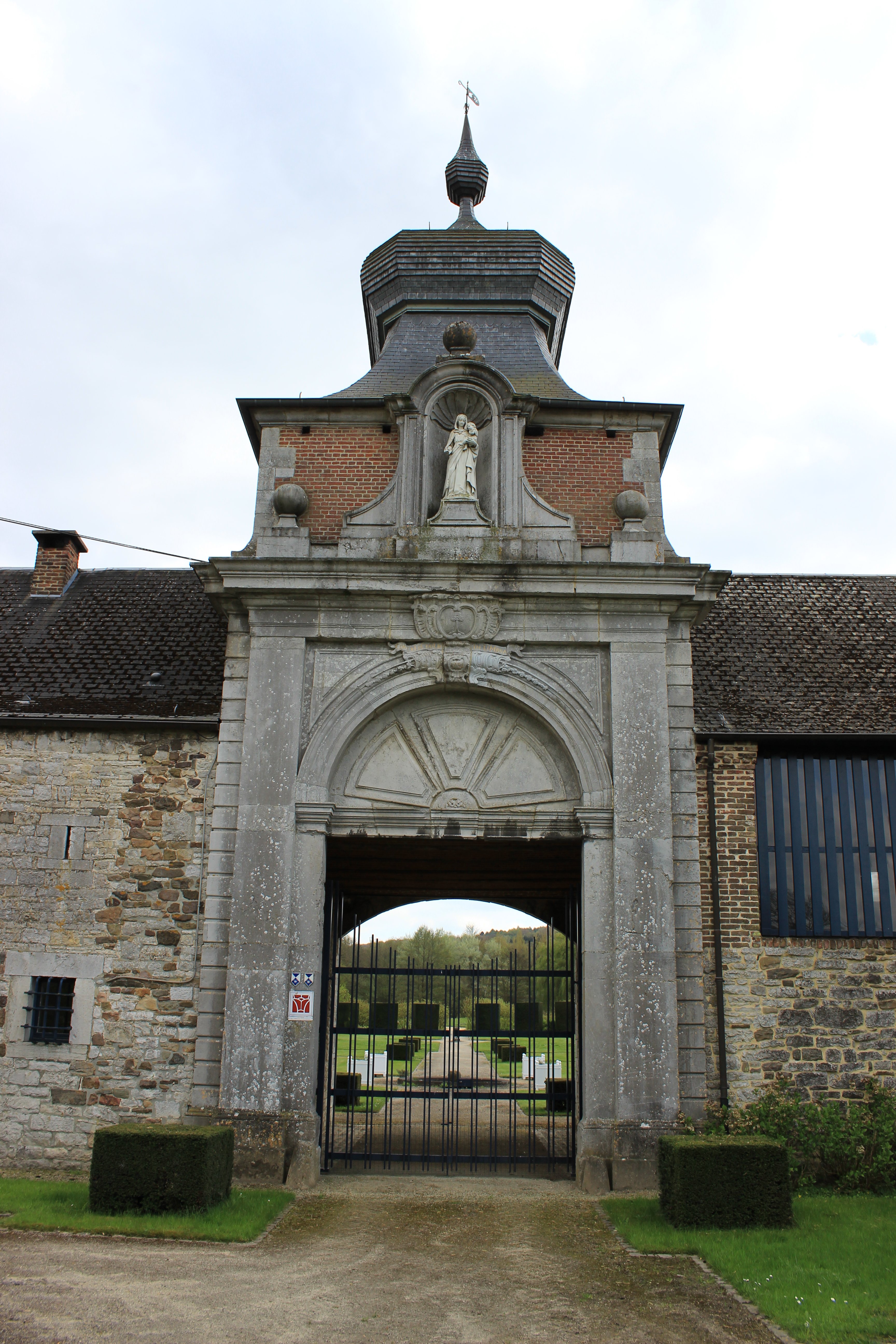
2006 : le portail de l'ancienne abbaye de Grandpré.
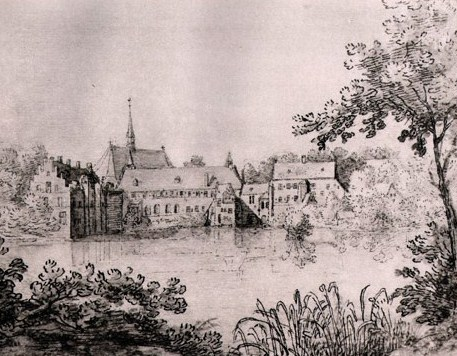
1910 : l'ancien prieuré de Groenendael.

## H
- Prieuré de Heigne (hameau de Heigne, section Jumet, Charleroi, Province de Hainaut)
Le prieuré de Heigne est établi en 1231 par les moines de l'abbaye de Lobbes, la chapelle Notre-Dame de Heigne en est aujourd'hui un témoignage. Cette chapelle classée de style roman date du XIIe siècle et a subi des transformations aux XVIIe et XVIIIe siècles. C'était autrefois un lieu de pèlerinage relativement important.
- Abbaye Saint-Victor de Huy (Huy, Province de Liège)
Cette abbaye de moniales clunisiennes est fondée au XIIe siècle, sous la forme d'un prieuré, par Ermesinde de Luxembourg, veuve d'Albert II de Dabo-Moha. Le titre abbatial n'est établi qu'en 1636. L'abbaye est vendue comme bien national en 1798. Le site abrite aujourd'hui un institut technique de la Communauté française (agriculture en particulier).

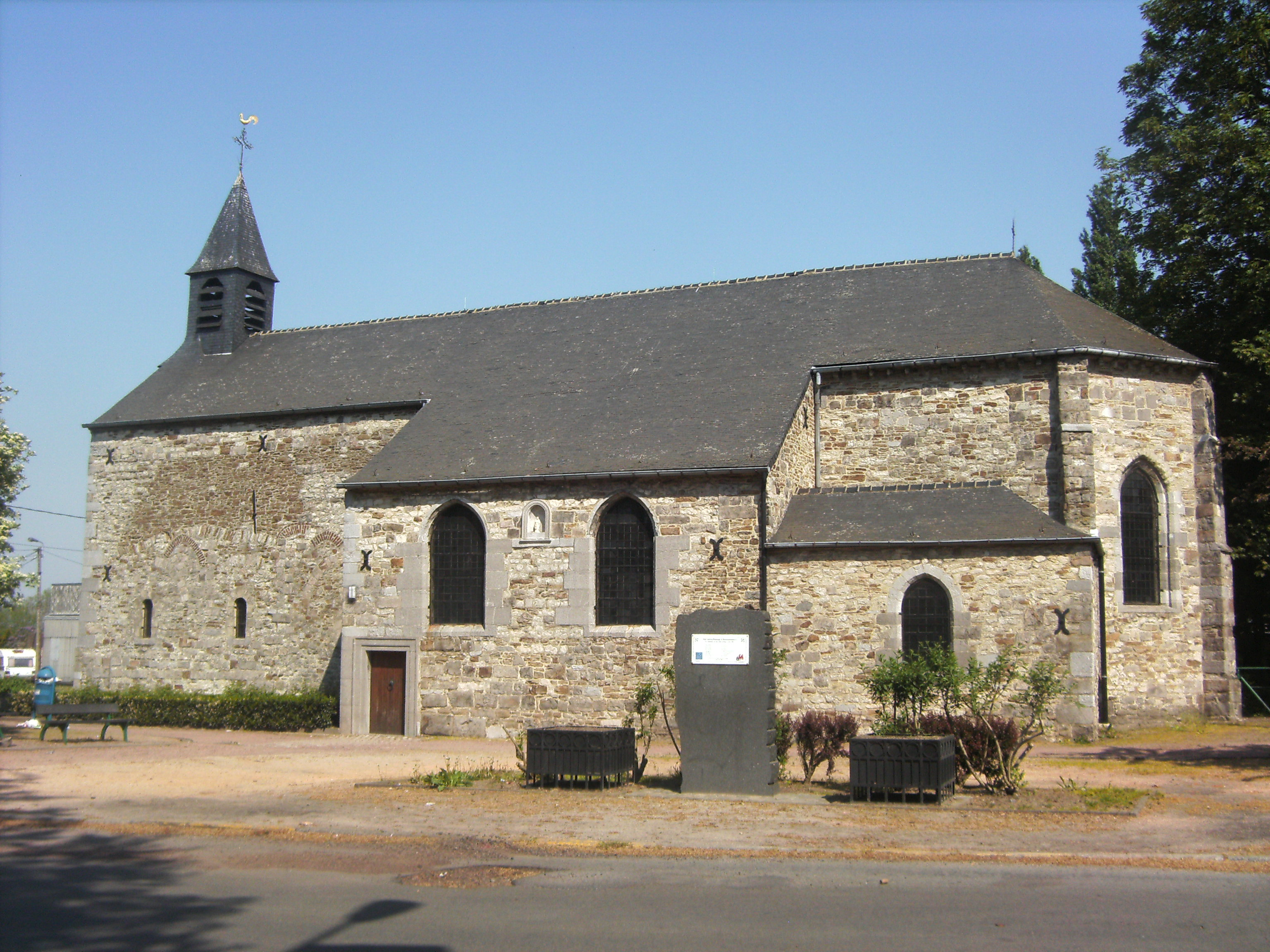
2011 : la chapelle Notre-Dame de Heigne.

## K
- Prieuré Notre-Dame de Klaarland (hameau Lozen, Bocholt, Province de Limbourg)
En 1970, six religieuses, moniales trappistines de l’abbaye de Nazareth, fondent une nouvelle communauté davantage dans la ligne de la simplicité religieuse souhaitée par le concile Vatican II. Durant cinq ans elles vivent à Kiewit, puis en 1975 une ferme-manoir est disponible à Lozen. La nouvelle fondation obtient l’autonomie en 1981, devenant canoniquement un prieuré, très actif aujourd'hui.
- Prieuté de Kolen

## L
- Prieuré La Paix de Jésus (Blandain, Province de Hainaut)
Fondé en 1904, le prieuré se situe dans le prolongement d'un établissement de moniales bénédictines créé en 1612 à Arras puis transféré à Douai. Il porte le titre abbatial depuis 1912. Ses bâtiments sont modernes.
- Prieuré de Longlier (section Longlier, Neufchâteau, Province de Luxembourg)
Godefroid le Barbu, duc de Haute-Lotharingie, fonde ce prieuré en 1055, qui subsiste jusqu'à la Révolution française. Le seul vestige de cet ancien prieuré est une ferme.

## M
- Abbaye Saint-Berthuin de Malonne (Malonne, Province de Namur)
- Prieuré de Muno (section Muno, Florenville, Province de Luxembourg)
Il s'agit d'un prieuré entouré d'ifs, établit en 1053 par des Bénédictins. Depuis son abandon par les moines, à la fin du XVIe siècle, l'édifice a reçu diverses destinations.

## N
- Abbaye du Neufmoustier (quartier Neufmoustier, Huy, Province de Liège)
Un prieuré est d'abord fondé par Pierre l'Ermite pour une communauté religieuse qui s'est établie, vers 1100, au Neufmoustier, un quartier alors marécageux. La communauté a adopté la règle de saint Augustin en 1133, puis les chanoines augustins ont pu élever le prieuré en abbaye en 1208. Cette abbaye a fermé ses portes en 1797.
- Abbaye de Nizelles (section Ophain-Bois-Seigneur-Isaac, Braine-l'Alleud, Brabant wallon)
Avant d'être une abbaye fondée en 1441, Nizelles est d'abord un prieuré possédé par les moines de l’abbaye de Moulins, comme un refuge, petit collège pour jeunes gens de la noblesse. Les ruines de l’abbaye ont été acquises en décembre 1999 par le Comte Éric d'Humilly de Chevilly qui a restauré ce patrimoine, devenu une propriété privée qui ne se visite pas, mais peut être loué.

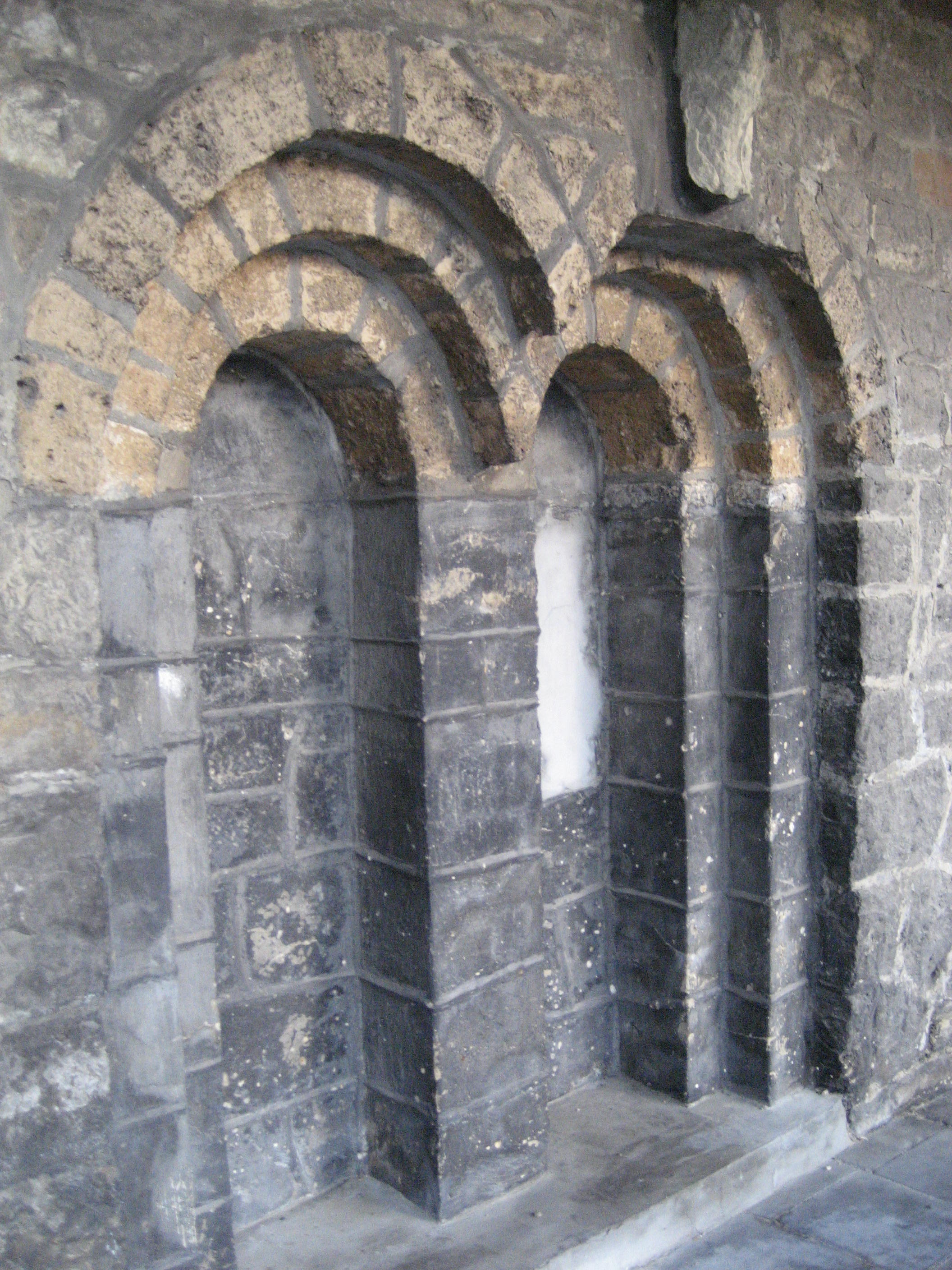
2008 : voûtes du cloître de l'ancienne abbaye du Neufmoustier partiellement détruite.
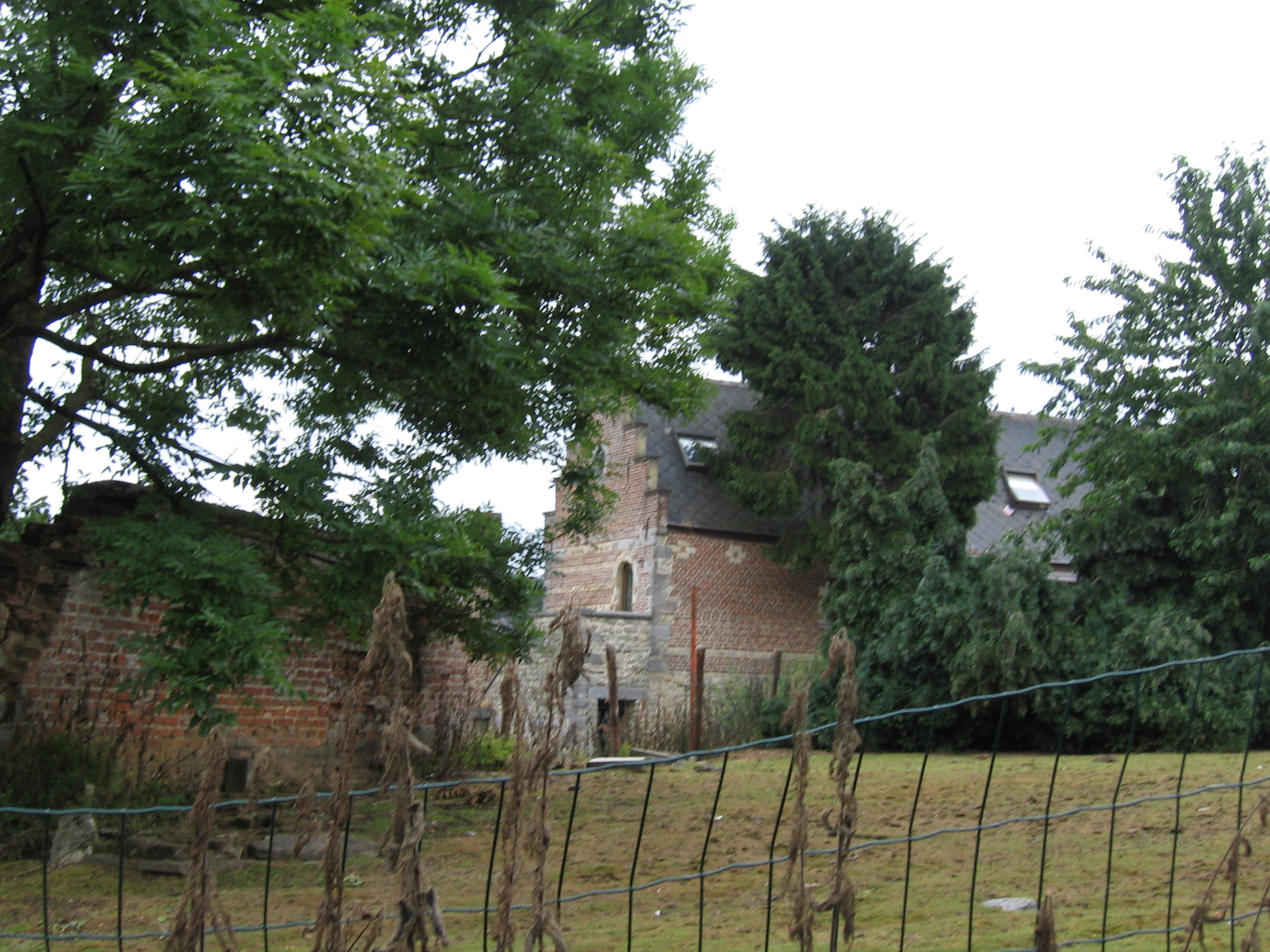
2010 : vestiges de la ferme de l'ancienne abbaye de Nizelles.

## O
- Prieuré d'Oignies (hameau d'Oignies, Aiseau-Presles, Province de Hainaut)
Quatre frères venus de Walcourt s’installent avec leur mère veuve, en 1187, près d’une ancienne chapelle Saint-Nicolas, en bord de Sambre. En 1192, leur prieuré est officiellement reconnu par l’ordre des chanoines de Saint-Augustin. La dévotion populaire attire beaucoup de pèlerins qui vénérent les reliques de sainte Marie d’Oignies. En 1796, les chanoines sont expulsés, les biens fonciers du prieuré sont parcellés et vendus comme biens publics. Le site est inscrit aujourd'hui au Patrimoine majeur de Wallonie et en cours de restauration.
- Abbaye Notre-Dame d'Orval (section Villers-devant-Orval, Florenville, Province de Luxembourg)
Le site est occupé dès l'époque mérovingienne. Une chapelle y est construite au Xe siècle. En 1070, un groupe de bénédictins, venus de la Calabre, en Italie, y bâtit une église et un prieuré. Il devient une abbaye cistercienne en 1132 avec l'arrivée de moines de l'abbaye de Trois-Fontaines. En 1926, la tradition monastique relevée par une communauté de cisterciens-trappistes venue de l'abbaye Notre-Dame de La Trappe. La communauté comporte quinze moines aujourd'hui.

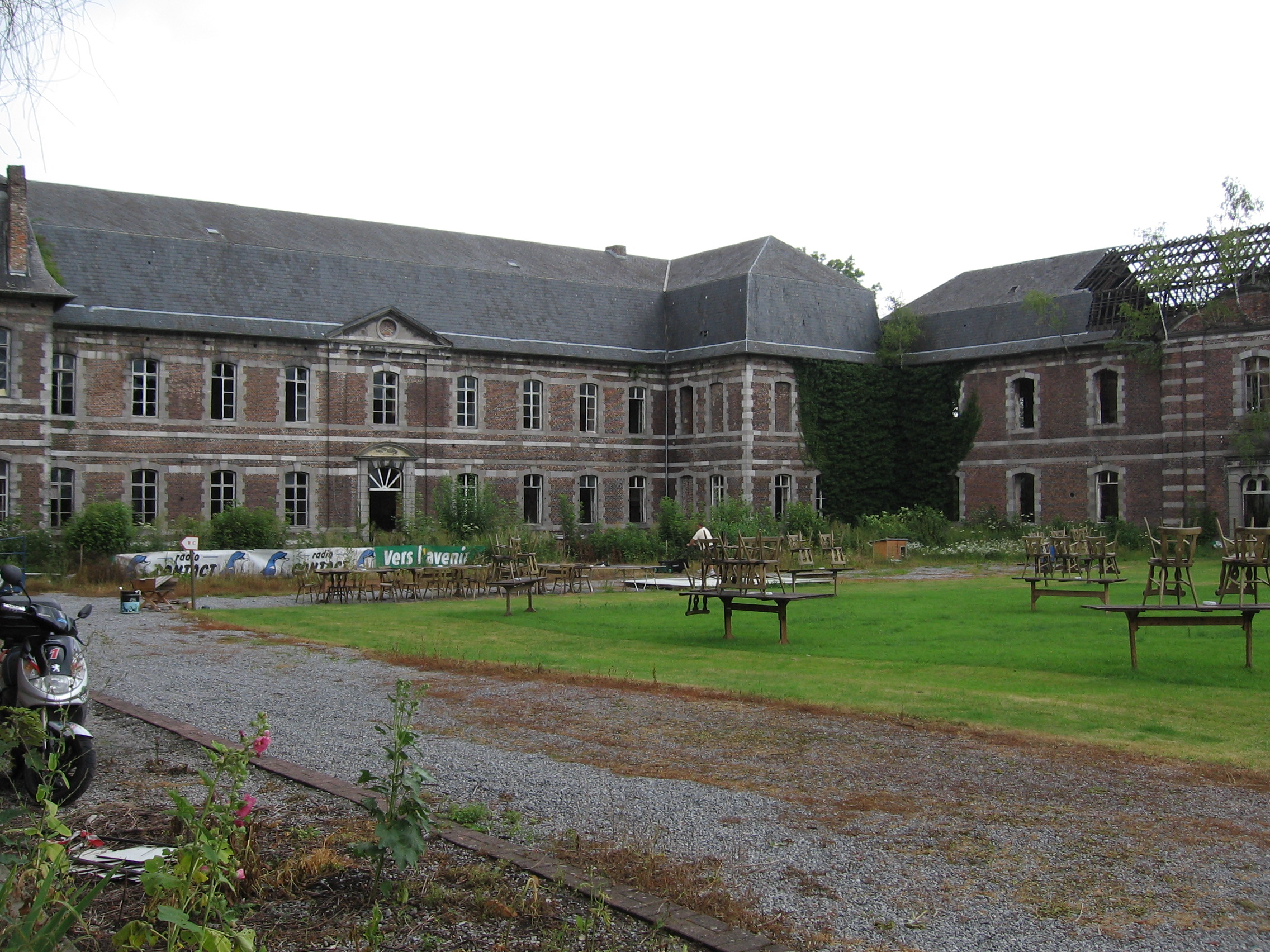
2008 : la cour intérieure de l'ancien prieuré d'Oignies.
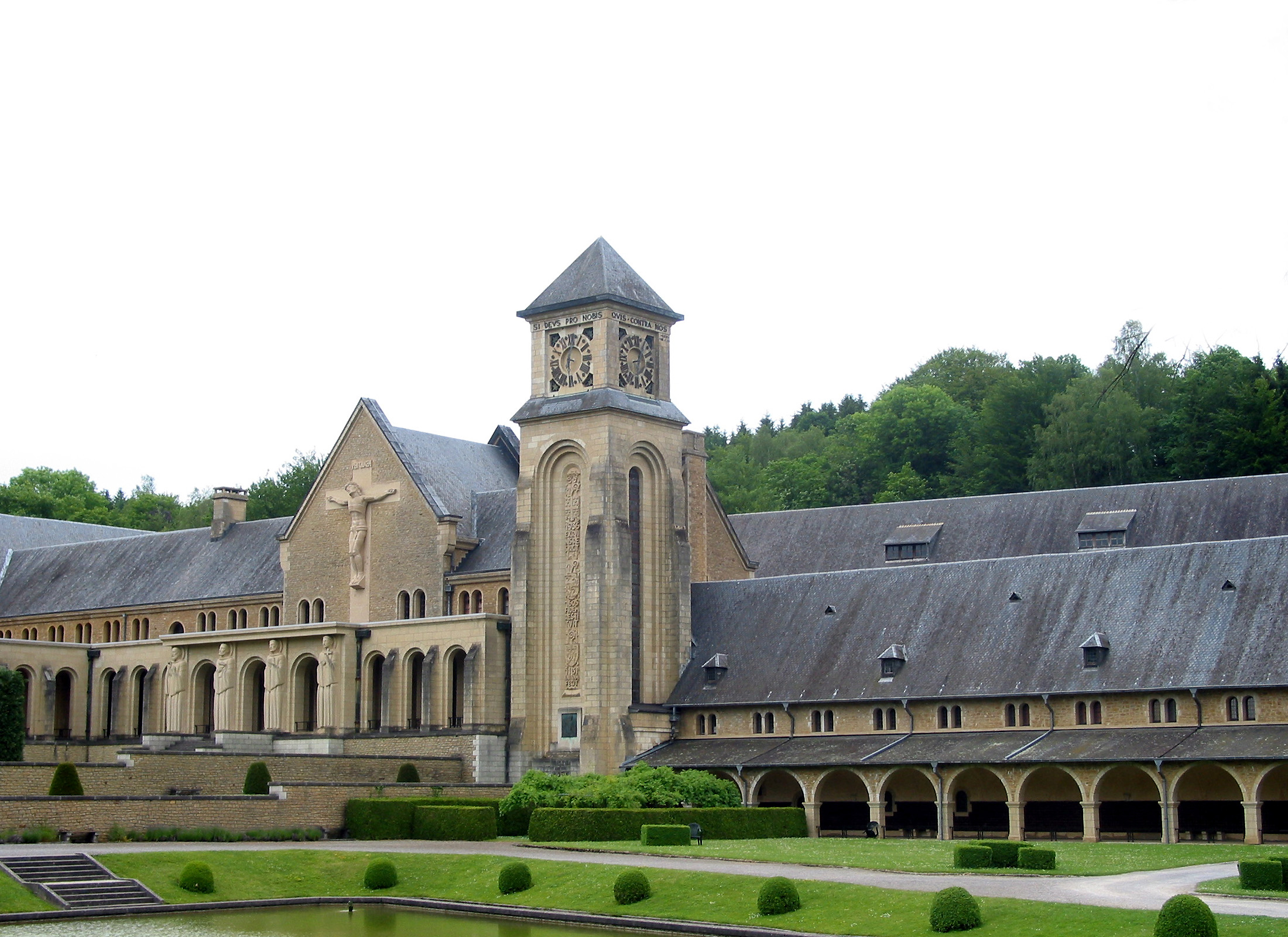
2005 : vue d'ensemble de la nouvelle abbaye d'Orval.

## P
- Abbaye Notre-Dame de Piété (Poperinge, Flandre-Occidentale)
C'est à l'origine un prieuré de moniales bénédictines créé en 1635. Désertée en 1797, devenue pensionnat en 1800, l'institution a été relevée en 1805.
- Abbaye de Postel (Hameau Postel, Mol, Province d'Anvers)
L'abbaye de Postel est à l'origine un prieuré fondé en 1138 par les moines norbertins de l'abbaye de Floreffe qui reçurent Postel en donation. Après la Révolution française, en 1797, les moines furent chassés de l'abbaye, pour n'y retourner qu'en 1847. Depuis, l'abbaye a été restaurée et elle abrite toujours une communauté religieuse, qui exploite depuis 1994 un jardin botanique de plantes médicinales. L'abbaye produit également du fromage et de la bière.

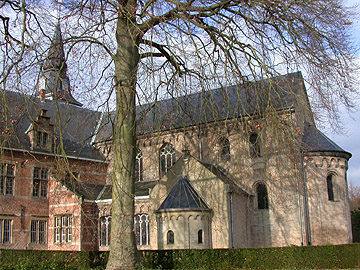
2008 : l'abbatiale de l'abbaye de Postel.

## R
- Prieuré-ferme de Renissart (section Arquennes, Seneffe, Province de Hainaut)
C'est un ancien prieuré-ferme, remarquable par son corps de logis des XVIIe siècle et XVIIIe siècle.
- Prieuré du Rouge-Cloître (Auderghem, Bruxelles-Capitale)
Le prieuré du Rouge-Cloître était affilié à l'ordre des Chanoines réguliers de saint Augustin, et son nom canonique était abbaye Saint-Paul en Soignes. C'est à l'origine un ermitage construit en 1366 par un prêtre et un laïc. Peu après, le petit groupe, s’inspirant du prieuré voisin de Groenendael, adopte la règle de saint Augustin pour leur vie en communauté. Le prieuré est supprimé en 1796 et c'est aujourd'hui un lieu de promenade et de chasse.
- Prieuré de Rivière (section Rivière, Profondeville, Province de Namur)
Dans la pittoresque vallée du Burnot, le prieuré d'origine a été remplacé, en 1762, par une grosse maison en pierre du pays, ayant des allures de château, emplacement qu'occupe aujourd'hui l'institut des prêtres du Sacré-Cœur.

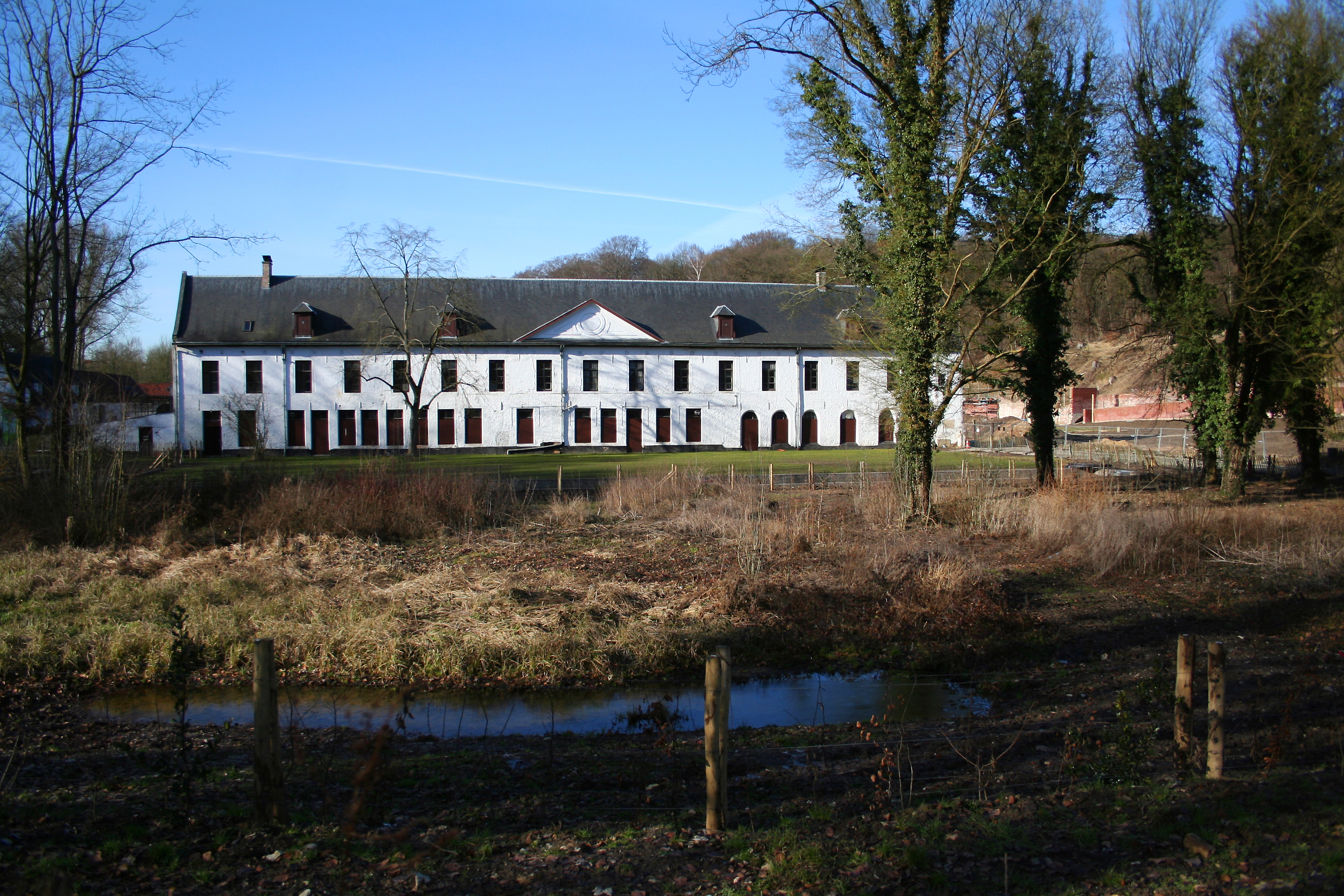
2009 : vue d'ensemble de l'abbaye du Rouge-Cloître.

## S
- Abbaye de Saint-Denis-en-Broqueroie (autrefois village, aujourd'hui section Saint-Denis, Mons, Province de Hainaut)
À l'origine prieuré cité en 886, ayant donné naissance à une abbaye bénédictine en 1081. Vendue comme bien national en 1798, elle sert comme filature puis est rendue en 1959 aux missionnaires de Scheut. Un incendie la ravage immédiatement, la réduisant partiellement à néant. Sa restauration est entreprise en 1960, impliquant l'édification de nouveaux bâtiments. Aujourd'hui s'y trouvent des appartements.
- Abbaye de Saint-Sixte (Westvleteren, Flandre-Occidentale)
En 1814, un marchand de houblon s'installe comme ermite dans les bois de Saint-Sixte, là où prend sa source un petit ruisseau, le Vleterbeek. Il vit ainsi les dernières années de sa vie dans une solitude volontaire. En 1831, il accueille le prieur et quelques moines trappistes de l'abbaye du Mont des Cats. Ainsi naît la construction du prieuré des Trappistes de Saint-Sixte, et qui fut érigé en abbaye en 1871. La communauté compte aujourd'hui une trentaine de moines. La bière Trappiste Westvleteren a été classée meilleure bière du monde en 2005.
- Prieuré Saint-Michel de Sart-les-Moines (section Gosselies, Charleroi, Province de Hainaut)
Fondé vers 1110 par trois moines bénédictins de l'abbaye de Liessies, ce prieuré reste dans la maison-mère jusqu'à ce que les sans-culottes sécularisent les biens du clergé et vendent les bâtiments en 1797. Transformés en exploitation agricole et tannerie en 1804, les bâtiments retrouvent leurs vocations religieuses initiales en 1903 par l'arrivée des pères Assomptionnistes venu de France. Il fut abandonné en 1955. Classé en 1986 et restauré à partir des années 1990, il est actuellement un lieu d'habitations pour personnes âgées.
- Prieuré de Saint-Séverin (section Saint-Séverin-en-Condroz, Nandrin, Province de Liège)
L'ancien prieuré clunisien comprend une église, bâtie au milieu du XIIe siècle, caractérisée par la rarissime présence, en pays mosan, d'une tour centrale avec clocher octogonal, s'élevant à la croisée de la nef et du transept. L’église Saints-Pierre-et-Paul est aujourd'hui paroissiale.
- Abbaye Notre-Dame de Scourmont (Forges, Province de Hainaut)
Les origines de Scourmont se rattachent à une communauté de moines trappistes de Westvleteren qui envoie, en 1850, 17 moines s’établir sur une terre offerte par le Prince Joseph de Chimay. Dès leur arrivée, ceux-ci s’attèlent à défricher la terre située au lieu-dit Mont du secours où ils bâtissent tout d’abord un domaine agricole et ensuite les bâtiments de l’abbaye. La fondation du prieuré date de 1850. La bière et le fromage, produits par les moines trappistes ont une renommée internationale. L'abbaye est une communauté d'une trentaine de moines.
- Prieuré de Sept Fontaines (sur la frontière entre Brabant flamand et Brabant wallon)
L'implantation de la communauté remonte à 1389. Les moines augustins se sont réunis sur un emplacement où coulent sept sources. Ils ont aménagé des étangs comme réserve de nourriture durant le carême. Cette implantation est devenue prieuré en 1418. Le site est à présent classé. La ferme de l’Ermite, ancienne dépendance du prieuré, du côté wallon, à côté de la chapelle de l'Ermite, en est un vestige.
- Abbaye de Sinnich (section Teuven, Fourons, Province de Limbourg)
C'est, à l'origine, un prieuré fondé en 1151. L'abbaye de chanoinesses, élevée en 1243, a été vendue comme bien national en 1798, et son bâtiment principal converti en château.

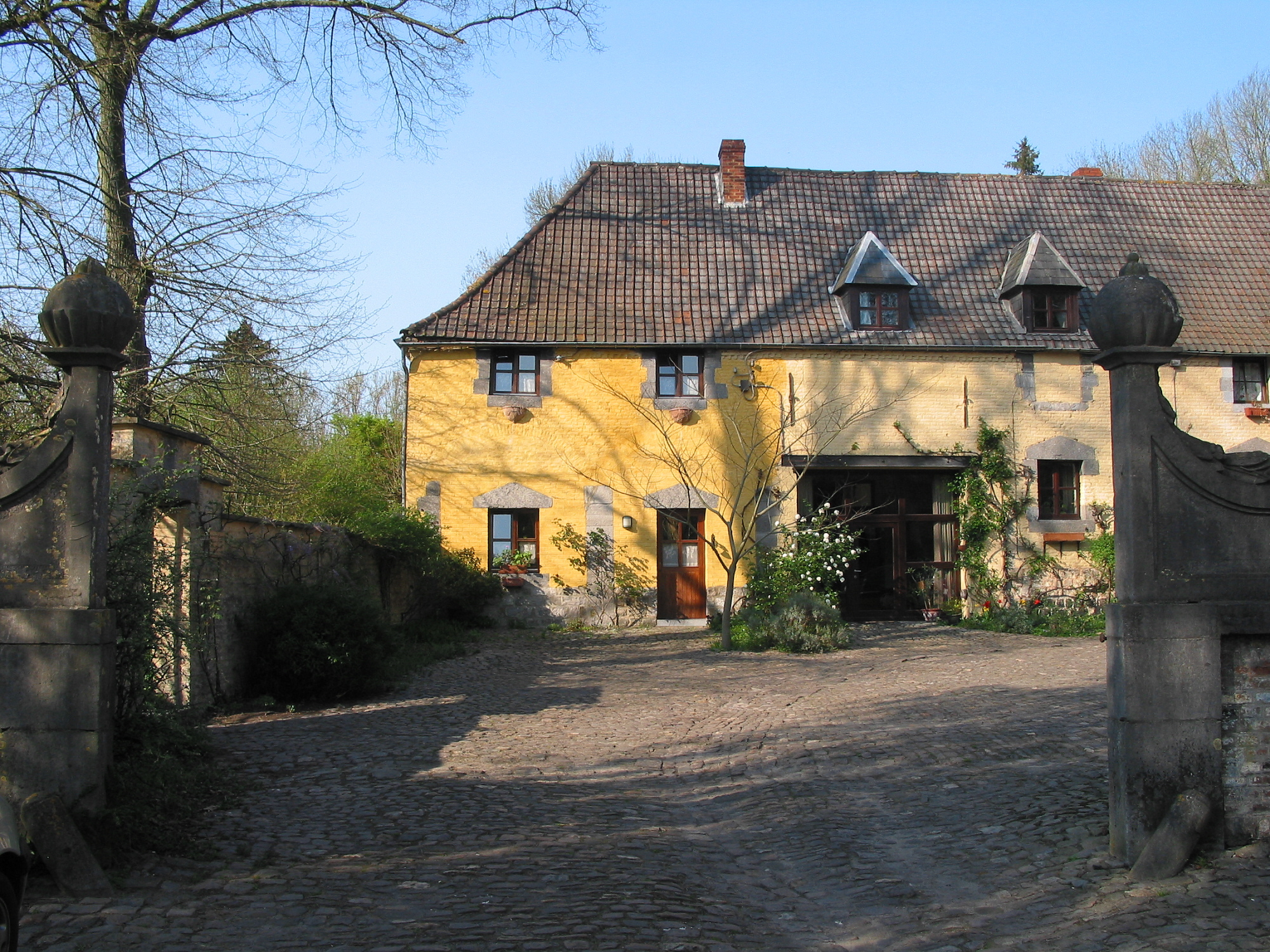
2007 : bâtiment de l'ancienne abbaye de Saint-Denis-en-Broqueroie.
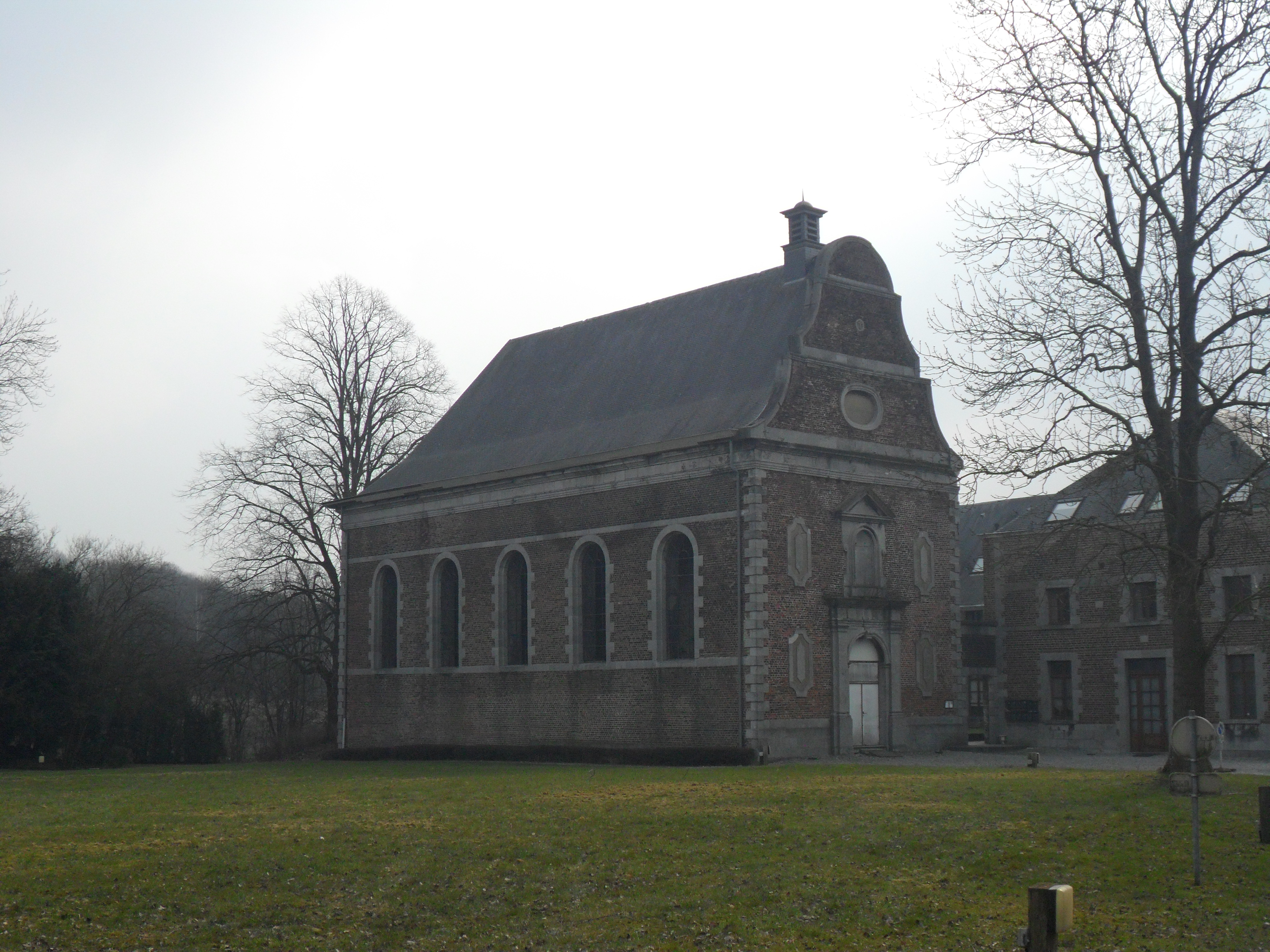
2013 : l'ancien prieuré Saint-Michel de Sart-les-Moines.
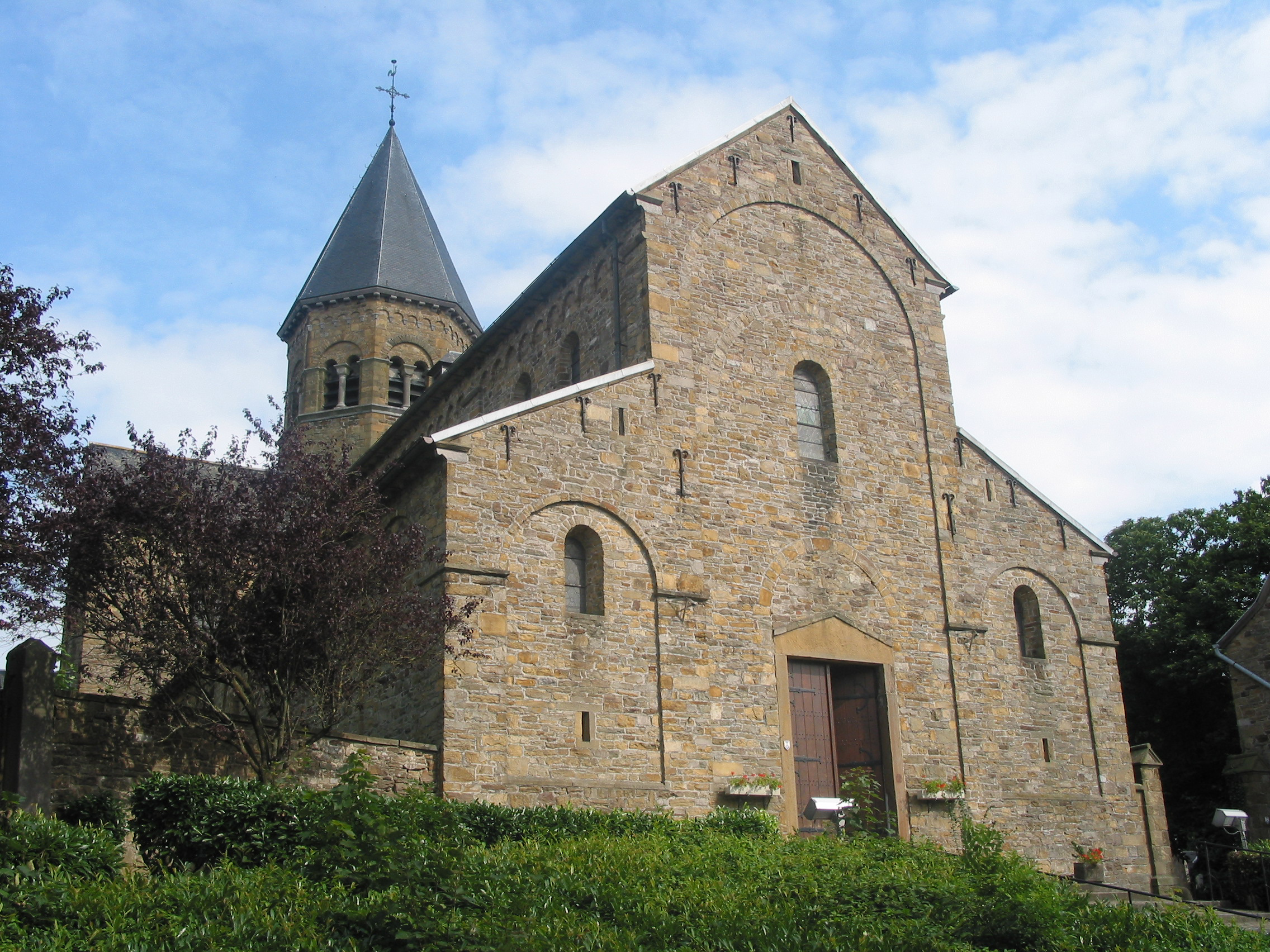
2005 : l'église de l'ancien prieuré de Saint-Séverin.
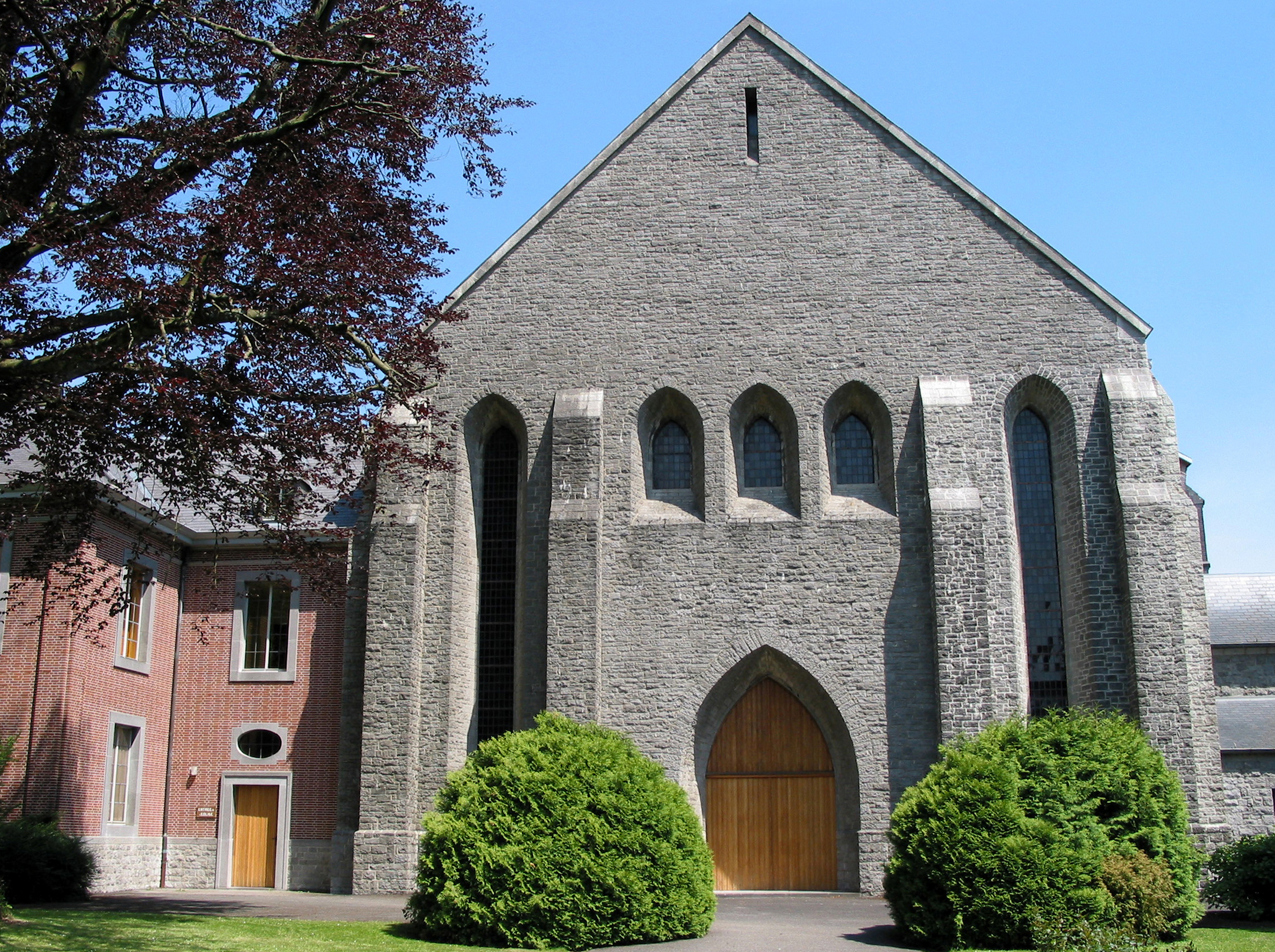
2005 : la façade de l'église de l'abbaye Notre-Dame de Scourmont.
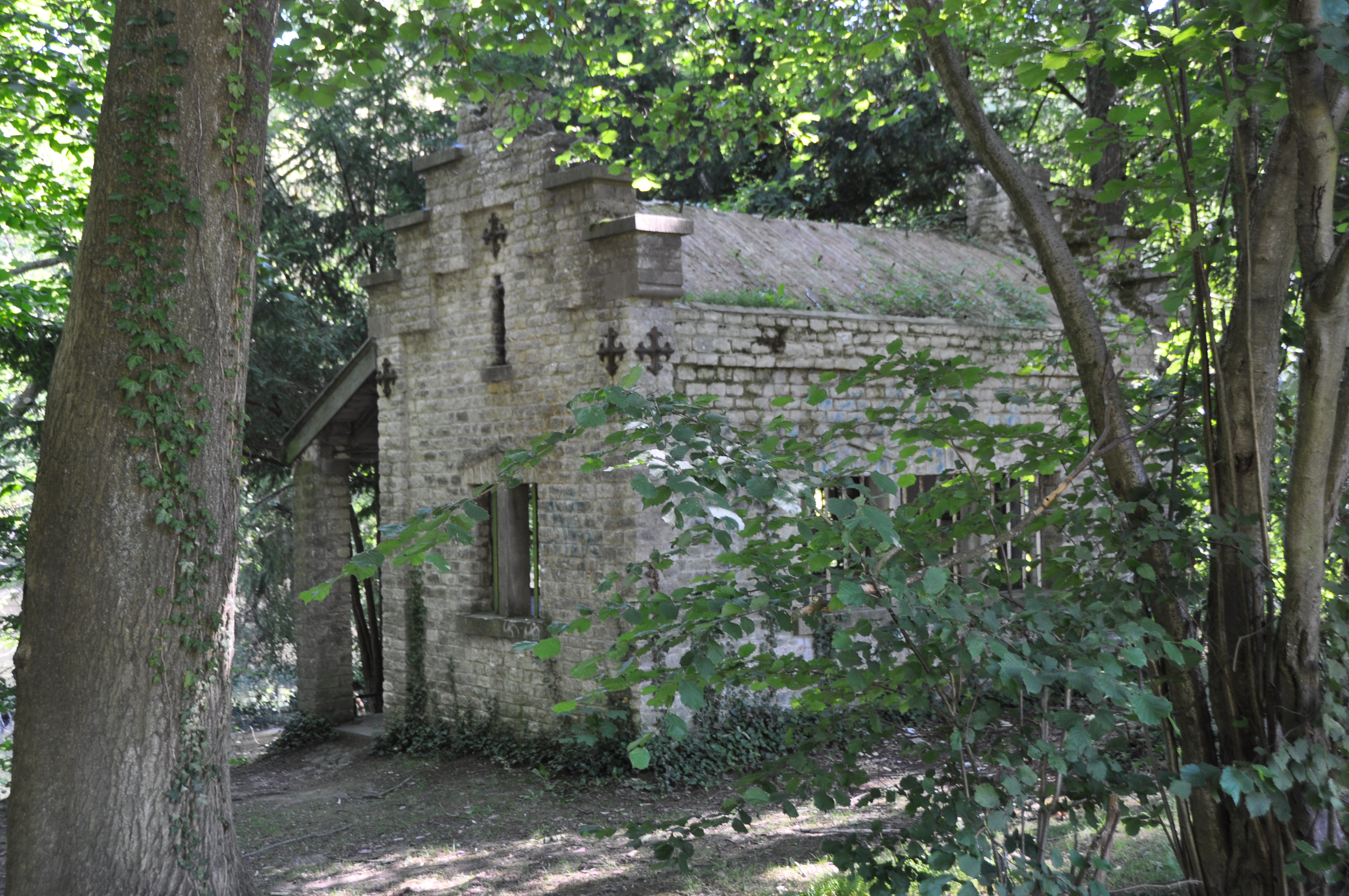
2010 : ruines du prieuré de Sept Fontaines, près des étangs.

## V
- Abbaye du Val-Benoît (site Val-Benoît, Liège, Province de Liège)
À l'origine, il s'agit d'un prieuré augustin fondé en 1220, puis occupé par les moniales cisterciennes de Robermont. Le site est en réhabilitation, et, en 2015, il accueille de nouveaux logements et des bureaux d'entreprises.
- Abbaye du Val des Écoliers de Liège (quartier Outremeuse, Liège, Province de Liège)
Ce prieuré de l'ordre des Écoliers du Christ est fondé au XIIIe siècle entre la Meuse et la Dérivation. Les bâtiments sont affectés aujourd'hui à l'enseignement, à la suite de la vente aux instituts supérieurs Saint-Luc depuis l'an 2000, et par l'installation partielle de la faculté d'architecture de l'Université de Liège en 2010. La salle capitulaire est copropriété de l'école supérieure et de l'Université.
- Prieuré de Val Duchesse (Auderghem, Bruxelles-Capitale)
En 1262, la duchesse Adélaïde de Bourgogne, fonde la communauté religieuse de Val Duchesse, qui est généreusement dotée selon la volonté de sa fondatrice. Les dominicaines s’installent sur une colline en pente douce au bord d’un grand lac, dans la vallée de la Woluwe. En 1411, le prieuré possède des terres et des immeubles dans plus de 40 communes. Le prieuré est fermé par le pouvoir révolutionnaire en 1796. Ce qui en reste aujourd'hui est souvent utilisé pour d'importantes réunions et colloques nationaux ou intnernationaux.
- Abbaye de Vlierbeek (Kessel-Lo, Brabant flamand)
À l'origine, les bénédictins d'Affligem fondent en 1125 un prieuré sur un terrain, au nord-est de la ville de Louvain, qui leur est offert par Godefroid le Barbu, comte de Louvain. Il fut élevé au rang d'abbaye en 1163, supprimé en 1796 par le pouvoir révolutionnaire français. L’ancienne abbatiale est aujourd’hui l'église paroissiale de Kessel-Lo, la propriété étant morcelée, transformée et occupée par des particuliers.

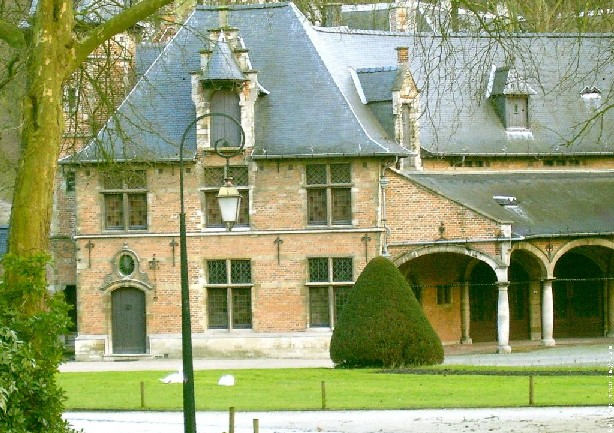
1999 : l'ancien prieuré de Val Duchesse.
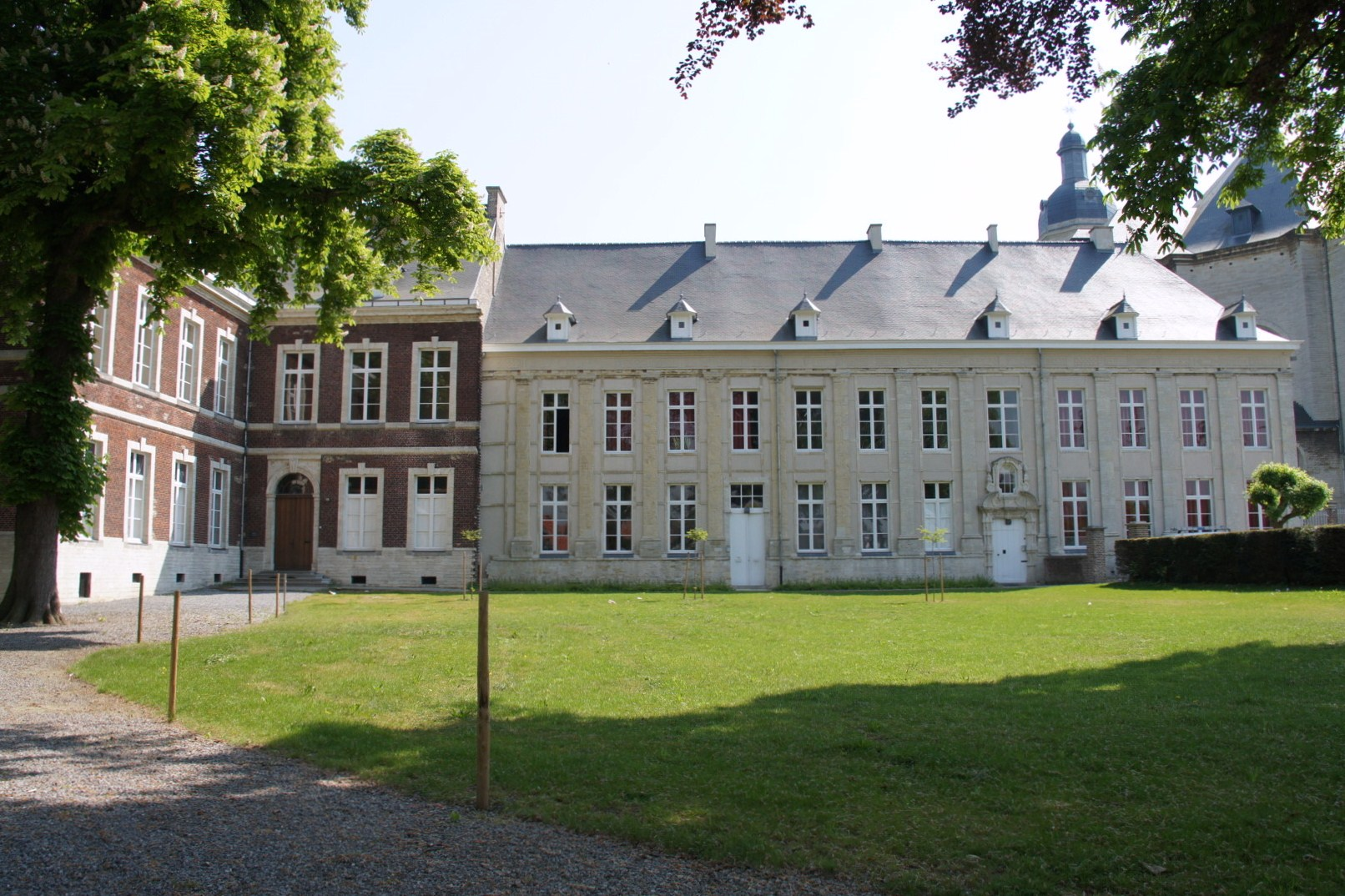
2013 : l'ancien palais abbatial de l'abbaye de Vlierbeek.

## W
- Monastère Saint-Remacle de Wavreumont (hameau Wavreumont, Stavelot, Province de Liège)
Le monastère bénédictin fondé en 1950, en Ardenne belge, par un groupe de moines venus de l'abbaye du Mont-César est devenu prieuré en 1966. Il est résolument moderne dans son architecture. Conformément de la règle de Saint-Benoît dont ils s’inspirent, les moines portent une attention particulière à l’office divin, à la liturgie, à l’accueil et au travail manuel. La vingtaine de moines possède en outre, à l’intérieur du monastère, une petite fabrique de peinture industrielle et de produits de sylviculture.
- Prieuré de Wanze (section Wanze, Wanze, Province de Liège)
L'ancien prieuré comprend des bâtiments (XVIIe et XVIIIe siècles) convertis en ferme et une chapelle (XIIIe siècle).
- Abbaye Notre-Dame du Sacré-Cœur de Westmalle (section Westmalle, Malle, Province d'Anvers)
La date du 12 avril 1794 est considérée comme la date de fondation du prieuré, en fait une petite ferme que les moines trappistes aménagent. En 1836, le prieuré est érigé en abbaye par Grégoire XVI. Aujourd’hui, une communauté d'une vingtaine de moines cisterciens-trappistes, moins nombreuse qu'auparavant, anime toujours l’abbaye. L’hospitalité y est importante, comme le veut la règle de saint Benoît.

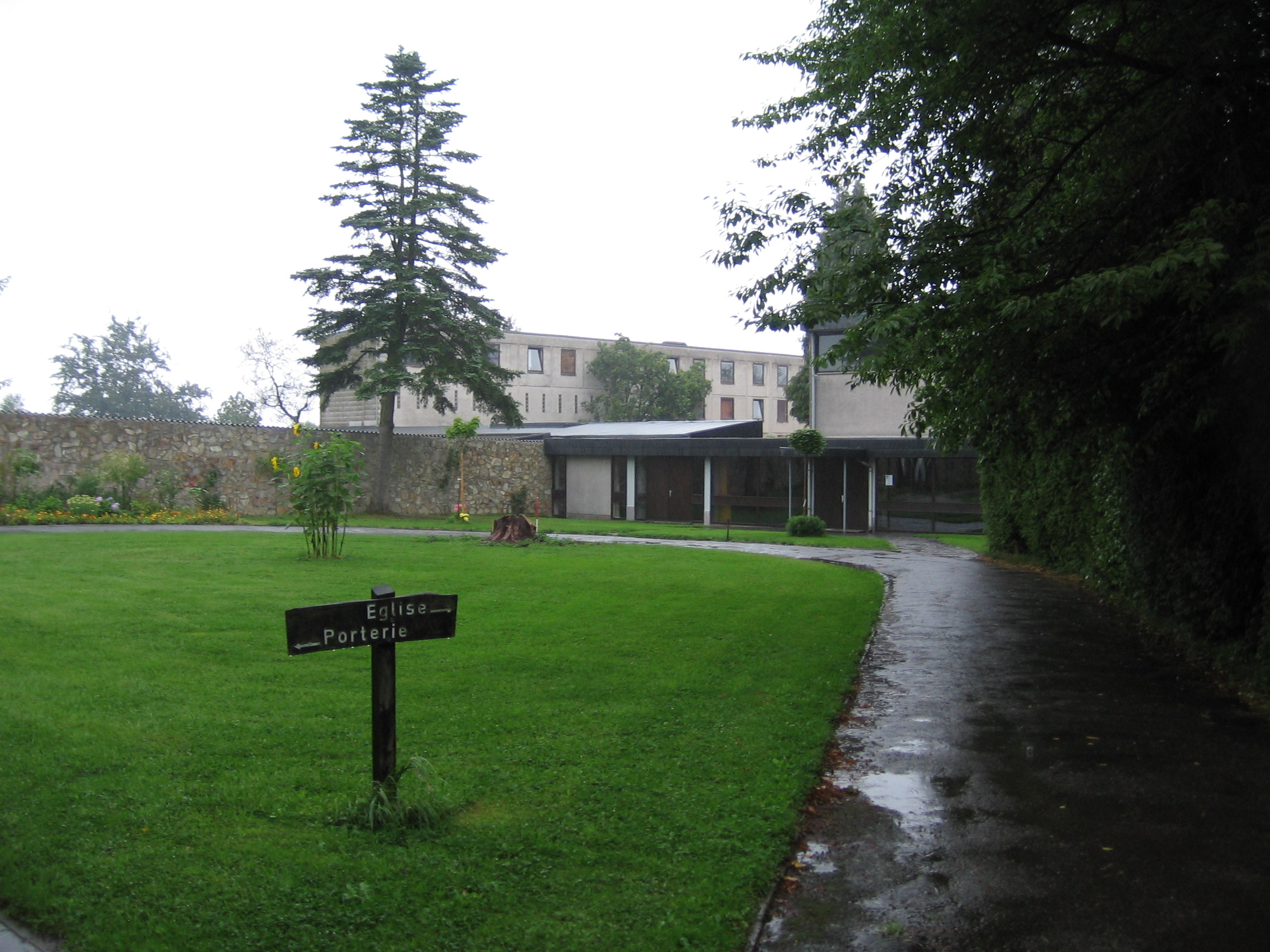
2010 : le monastère Saint-Remacle à Wavreumont.
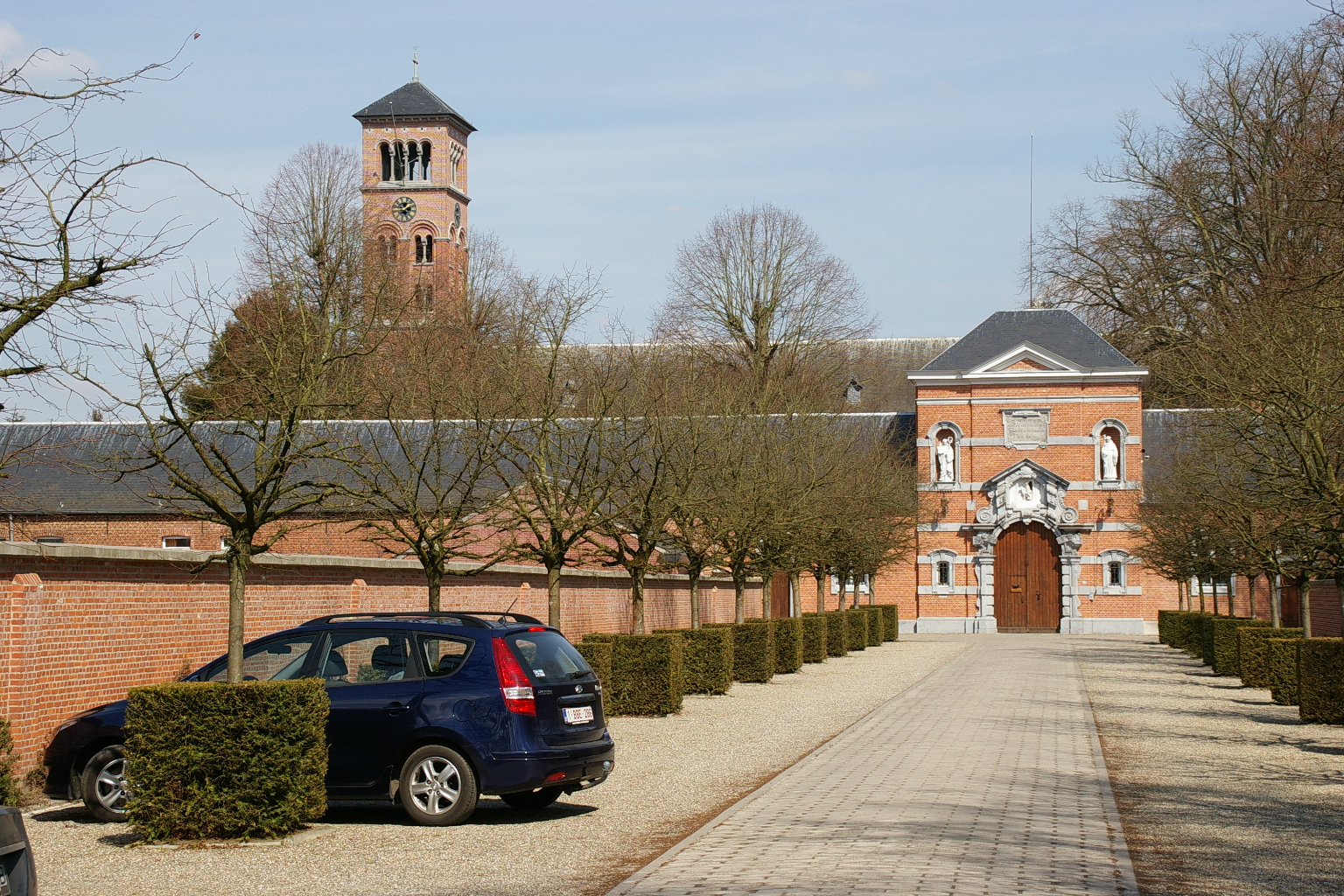
2013 : l'abbaye Notre-Dame du Sacré-Cœur de Westmalle.

## Z
- Abbaye Saint-André de Zevenkerken (section Loppem, Zedelgem, Flandre-Occidentale)
C'est d'abord un prieuré dont la charte est signée en 1100, ratifiée par le comte Robert II de Flandre. Les premiers moines arrivent en 1117. En 1185, le prieuré est élevé au rang d'abbaye bénédictine, devenant indépendante en 1188 de son abbaye-mère d'Affligem. Ce centre important de vie liturgique et missionnaire compte aujourd'hui une vingtaine de moines ayant intégré la congrégation de l'Annonciation. L'abbaye possède une riche bibliothèque, une hostellerie, un collège et une église.

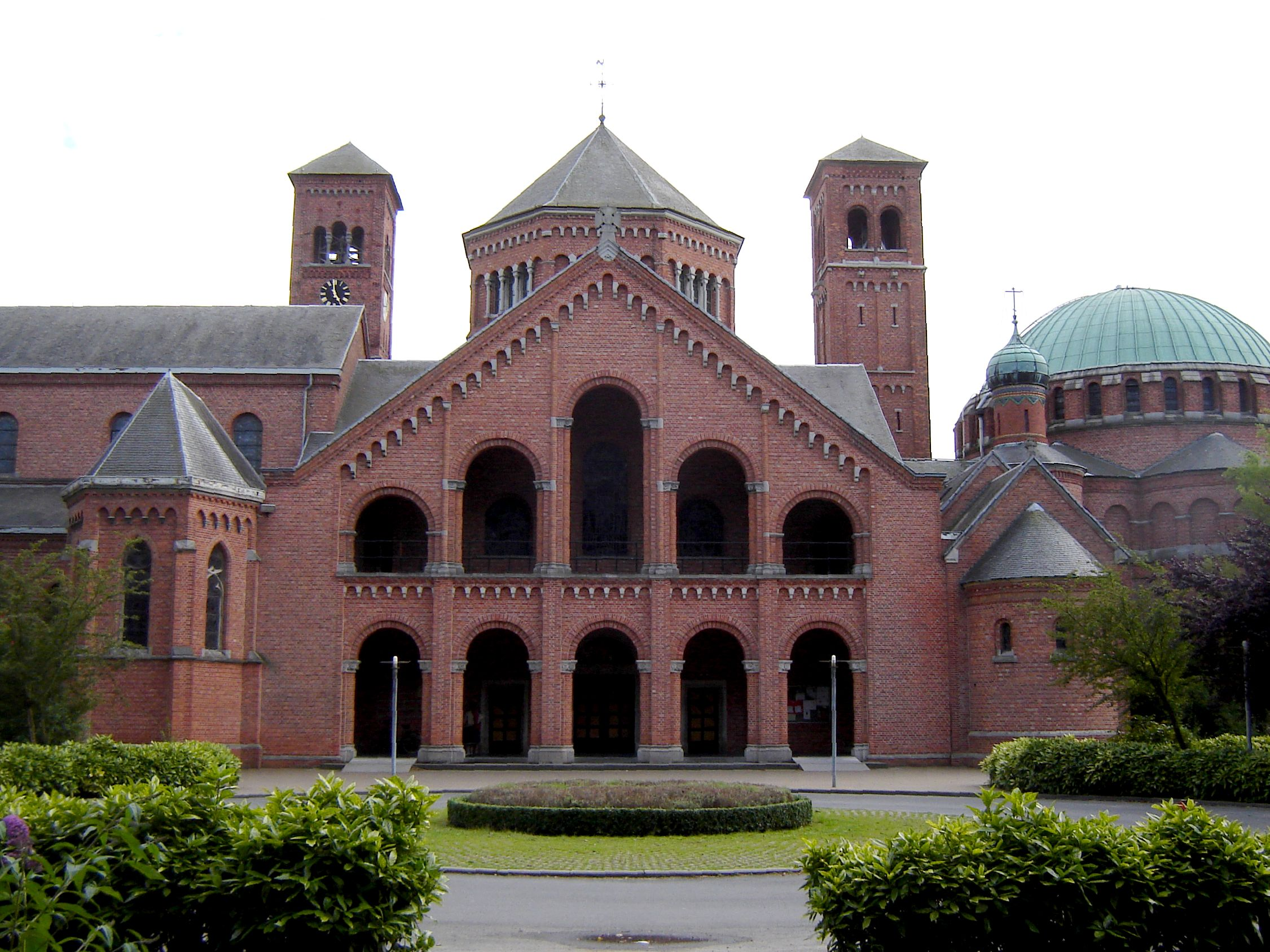
2007 : l'abbaye Saint-André de Zevenkerken.

## Pour compléter